# Atari 800XL
| Atari 800XL |
| Atari 800XL |
| Hersteller |
| Atari, Inc. (bis Juli 1984) Atari, Corp. (ab Juli 1984) |
| Hauptentwickler |
| Mark Lutvak (Leitung), Joe Decuir (ANTIC), George McLeod (GTIA), Doug Neubauer (POKEY), Steve Mayer Research Lab (Hardware, Betriebssystem), Regan Cheng (Gehäuse) |
| Verkaufsstart und Neupreis |
| November 1983 für 299 US-Dollar November 1983 für 249 £ April 1984 für ca. 800 DM                                                                                  |
| Einstellung der Produktion |
| November 1985 frühe 1990er Jahre |
| Hauptprozessor |
| 6502 „Sally“ @ 1,79 MHz (NTSC) 6502 „Sally“ @ 1,77 MHz (PAL) |
| Arbeitsspeicher ab Werk |
| 64 KB DRAM |
| Grafikausgabe |
| Diverse Text- und Grafikmodi 8 monochrome Sprites („Player“ und „Missiles“) Farbauswahl aus einer Palette von 256 Farben                                           |
| Tonausgabe |
| 4 Tongeneratoren (Ausgabe via TV) |
| Lieferumfang (USA) |
| Computer, Netzteil, Anleitung, zwei Styroporschalen, Verpackung |

Der Atari 800XL ist ein Heimcomputer des US-amerikanischen Herstellers Atari, Inc. Er basiert auf einer eigens für Atari gefertigten Variante des 6502-Mikroprozessors.
Der Computer ist eine Weiterentwicklung des im März 1983 in den USA veröffentlichten Atari 1200XL. Die elektronischen Hauptbestandteile und das optische Erscheinungsbild blieben weitestgehend erhalten, lediglich technische Details zur Erweiterbarkeit und zur Produktionsvereinfachung wurden überarbeitet. Als direkten Konkurrenten zum Commodore 64 stattete Atari den Rechner mit 64 Kilobyte (KB) Arbeitsspeicher aus. Wie bei dem mit nur 16 KB Arbeitsspeicher ausgerüsteten Einsteigermodell Atari 600XL ist die Programmiersprache Atari BASIC im Rechner enthalten und steht nach dem Einschalten zur Verfügung.
Das Gerät kam – begleitet von umfangreichen Werbekampagnen – Ende 1983 weltweit in den Handel. Im Weihnachtsgeschäft 1983 war der Computer wegen der verzögerten Produktionsaufnahme nicht in der nachgefragten Menge lieferbar, wodurch größere Marktanteile an die Konkurrenz, insbesondere den Commodore 64, verlorengingen. Nach der Übernahme Ataris durch Jack Tramiel folgten bis zum Weihnachtsgeschäft 1984 weltweit schrittweise drastische Preissenkungen. Diese machten den Atari 800XL zum preisgünstigsten Computer seiner Leistungsklasse, vermochten jedoch nicht den Commodore 64 als Marktführer zu verdrängen.
Nach Markteintritt der Nachfolgebaureihe, der XE-Modelle, Anfang 1985 wurde parallel dazu die Produktion des Atari 800XL noch bis zum November 1985 weitergeführt. Mit dem Mitte 1986 beginnenden allmählichen Niedergang in Nordamerika und Westeuropa erlebte der Computer in den RGW-Staaten ein unerwartetes Aufleben, das – zusammen mit der XE-Baureihe – in der dortigen Marktführerschaft gipfelte. Die unerwartet große Nachfrage führte im Juli 1988 zu einer Wiederaufnahme der Produktion. Ende 1992 stellte Atari die Unterstützung und damit auch die Herstellung seiner 8-Bit-Computer endgültig ein.
Die Fachpresse lobte kurz nach Erscheinen das ansprechende Äußere, die gute Verarbeitung, das eingebaute Atari BASIC und das große Angebot an Peripheriegeräten und Programmen.

## Geschichte

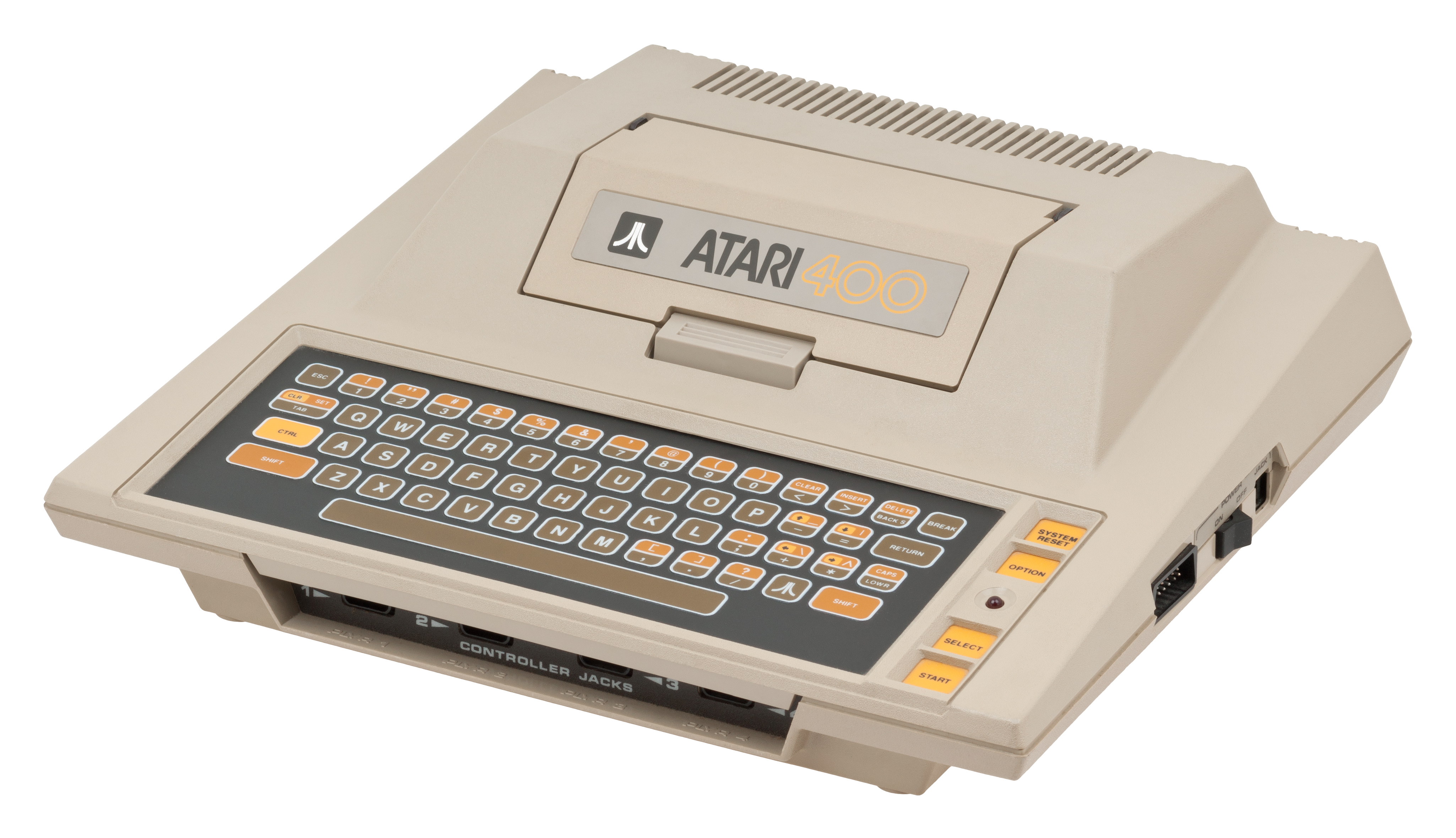
Atari 400
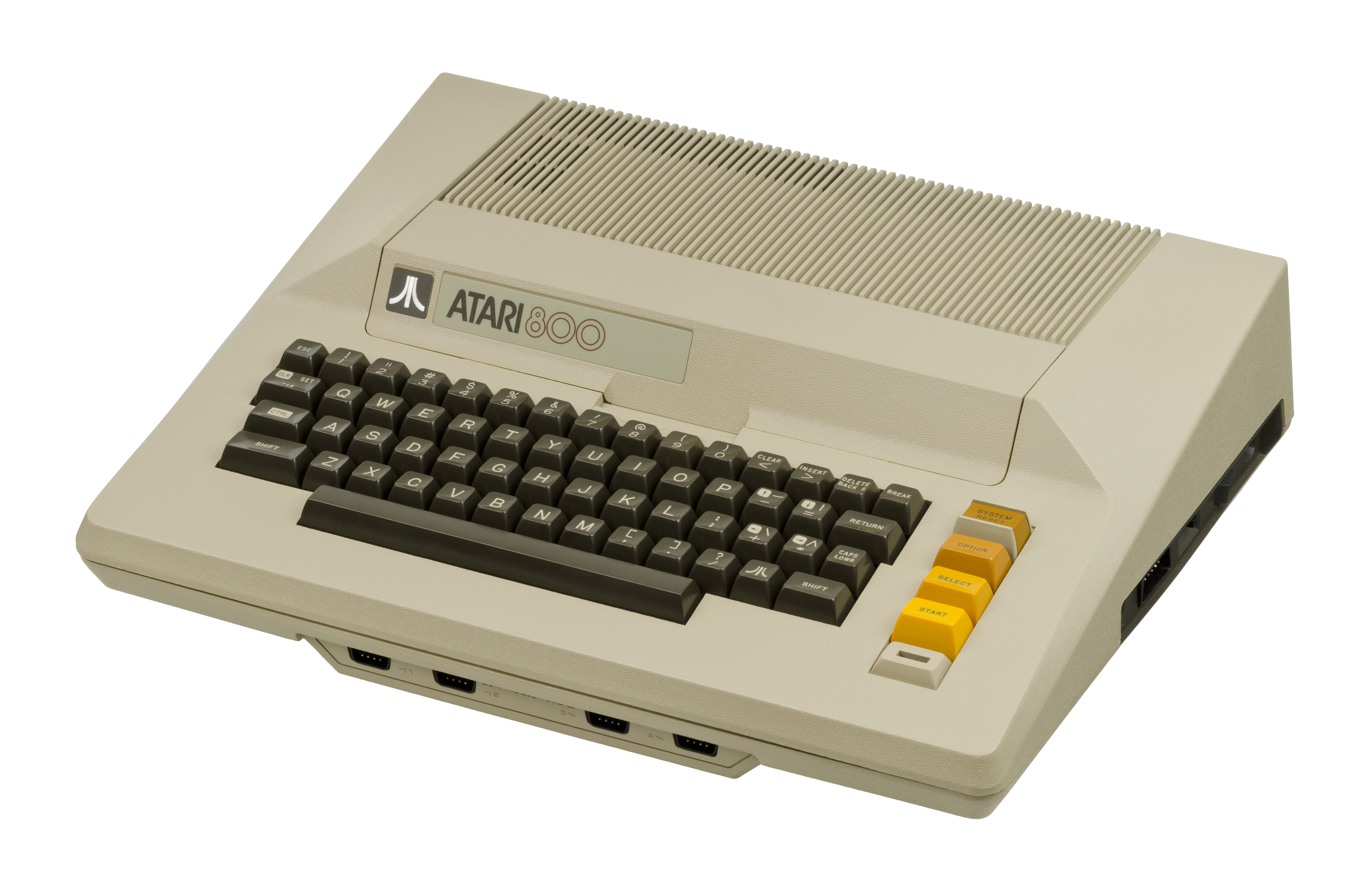
Atari 800
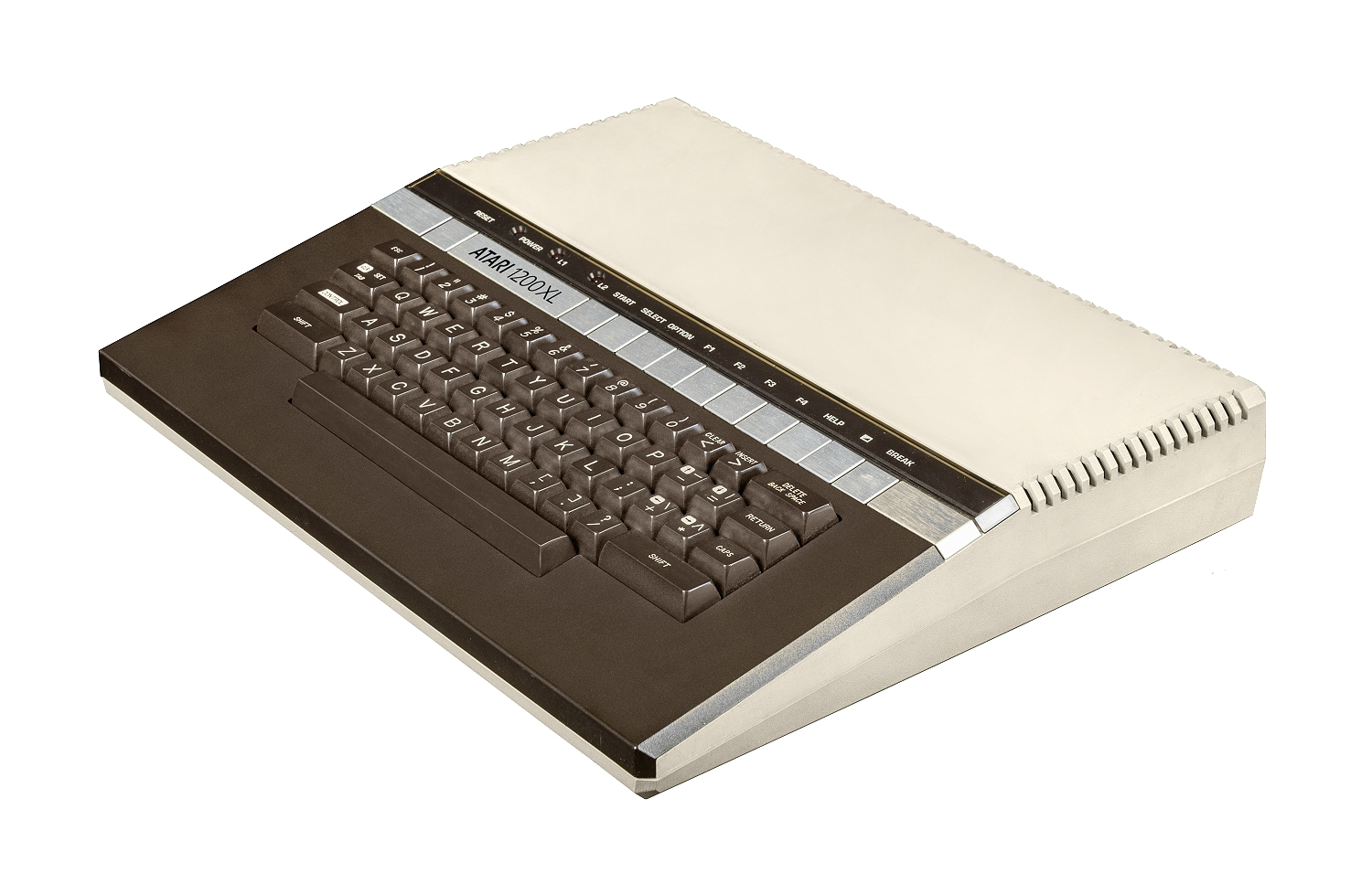
Atari 1200XL
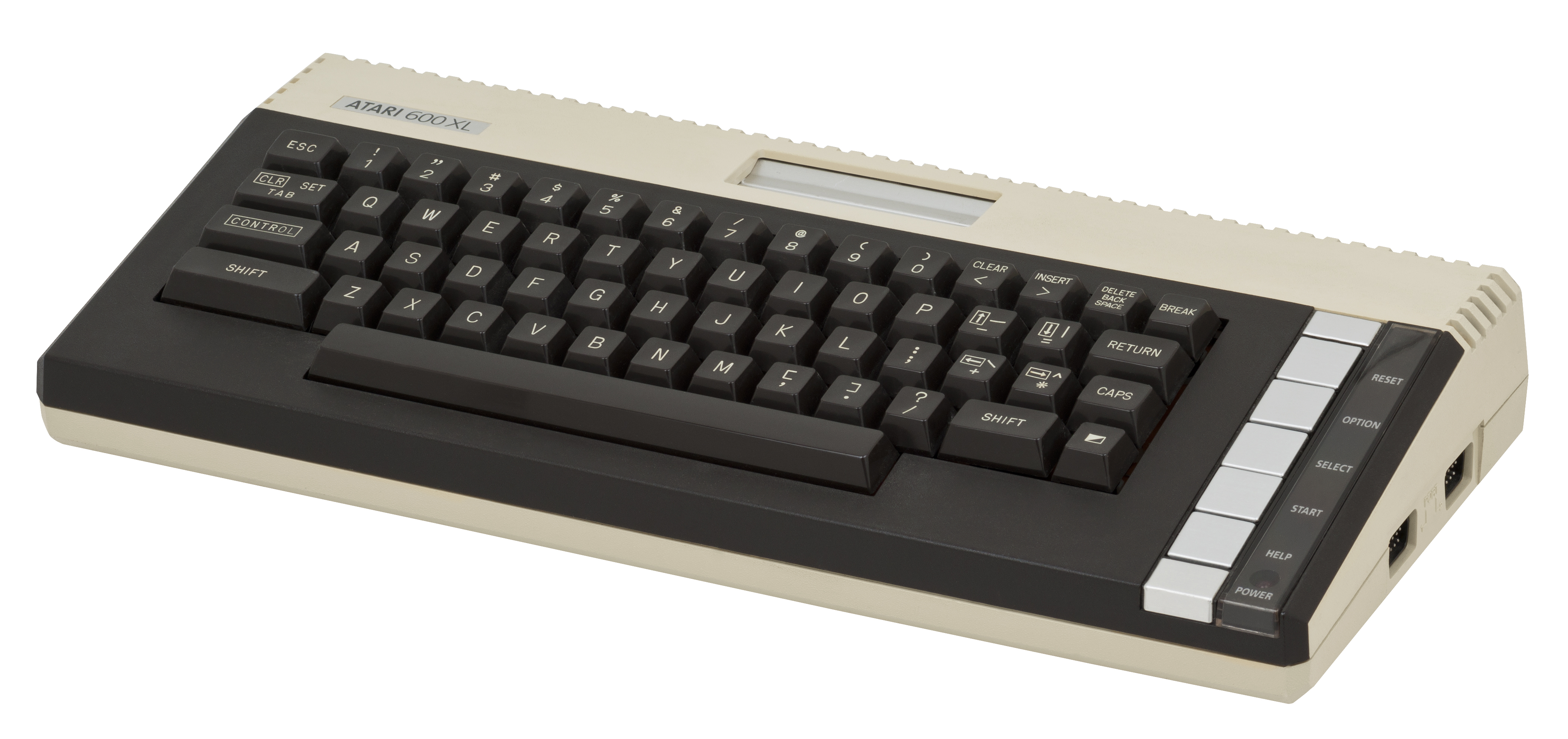
Atari 600XL

Nachdem die seit 1979 produzierten Heimcomputer Atari 400 und Atari 800 nicht mehr dem Zeitgeschmack entsprachen und sich das Nachfolgemodell Atari 1200XL als Flop erwiesen hatte, sollten 1983 zeitgemäße und preisgünstige Geräte Atari aus der wirtschaftlichen Krise führen. Insbesondere im Segment der hochwertigen Heimcomputer erhoffte man sich, in Konkurrenz zu Commodore International und dem Commodore 64 treten zu können.

### Entwicklung
Atari sah einen zu seinen Vorgängermodellen kompatiblen Computer im Design des Atari 1200XL vor, allerdings ohne dessen Mängel und ergänzt um Erweiterungsmöglichkeiten. Angesichts der damaligen Marktsituation plante man dabei mit zwei verschiedenen technischen Konfigurationen. Das Einsteigermodell mit 16 KB Arbeitsspeicher – der spätere Atari 600XL – war als Konkurrenz zum Commodore VC 20 und Sinclair ZX Spectrum gedacht; die höherwertige Variante mit zeitgemäßen 64 KB Arbeitsspeicher zielte auf Marktanteile des erfolgreichen Commodore 64. Die firmenintern als „Surely“ und „Surely Plus“ geführten Entwicklungsprojekte stützten sich hauptsächlich auf verbliebene Kapazitäten und Personal des Projektes „Liz“, aus dem zuvor bereits der Atari 1200XL hervorgegangen war.

#### Projekt „Surely Plus“
Die Arbeiten an der höherwertigen Ausstattungsvariante der neuen XL-Computer begannen im März 1983. Als Grundlage diente die Systemarchitektur der Vorgängermodelle mit den Spezialbausteinen ANTIC, GTIA und POKEY sowie einer speziellen Variante des 6502-Mikroprozessors, die unter dem Namen „SALLY“ schon im Atari 1200XL zum Einsatz kam. Zu den technischen Neuerungen zählen unter anderem die Integration der Programmiersprache Atari BASIC in den Computer und die Ergänzung einer Anschlussmöglichkeit für Erweiterungen.

#### Umbenennung in Atari 800XL, Vorstellung, verspätete Produktionsaufnahme

Vorstellung auf der Summer CES 1983

Den fortan Atari 800XL genannten Computer präsentierte Atari zusammen mit neuer Peripherie erstmals auf der Consumer Electronics Show (CES), die Anfang Juni 1983 in Chicago stattfand. Von Atari eigens eingeladene Vertreter der größten nationalen Anwendergruppen (englisch User Groups) erhielten bei der Vorstellung auf der CES die Möglichkeit zur Begutachtung der neuen Geräte. Durch die Einbeziehung der zukünftigen Benutzerschaft erhoffte sich Atari, eventuell vorhandene Schwachstellen noch vor Aufnahme der Produktion aufdecken zu können. Damit sollte ein Scheitern wie beim Vorgängermodell Atari 1200XL vermieden werden.
Wenig später erfolgte die Abnahme zur elektromagnetischen Verträglichkeit durch die US-amerikanische Federal Communications Commission (FCC) – eine maßgebliche Voraussetzung zur Verkaufbarkeit des Geräts in den USA. Zwischenzeitlich waren auch die Entwicklungsarbeiten zur Anpassung des Rechners an die verschiedenen Fernsehnormen abgeschlossen worden. Entsprechende PAL-Geräte beispielsweise wurden im Spätsommer 1983 auf der Internationalen Funkausstellung in Berlin vorgestellt. Die Überführung der Computer in die Produktion nach Hongkong erfolgte nach einem Wechsel in Ataris Führungsspitze mit einmonatiger Verzögerung, genauso wie die Herstellung der für den europäischen Markt bestimmten Geräte in Irland.

### Vermarktung

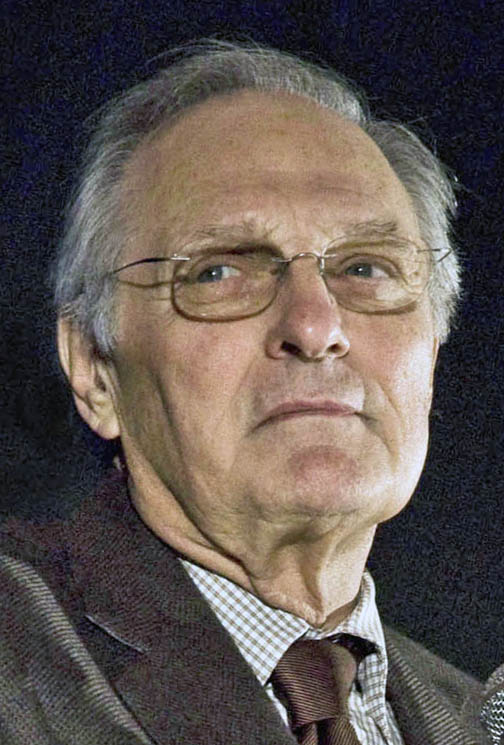
Alan Alda (2008)

Der Hersteller pries seinen Atari 800XL als leistungsstarkes und anwenderfreundliches Gerät hauptsächlich für Computereinsteiger („We made them smart enough to know you’re only human“, „Discover what you and Atari can do“) und Kleinanwender, für Weiterbildungszwecke und zum Spielen an („You’ll do more with Atari homecomputers“, „The 800XL: power enough for over 2.000 programs“). Dazu bediente man sich großformatiger Zeitungsanzeigen und Werbefilme für das Fernsehen. Eine Schlüsselrolle spielte dabei der bereits auf der CES im Juni 1983 als offizieller Werbeträger vorgestellte US-amerikanische Schauspieler Alan Alda. Dessen fünfjährigem und rund fünf Millionen US-Dollar teurem Engagement gingen umfangreiche Marktforschungsmaßnahmen seitens Atari voraus.

#### Markteinführung und Lieferschwierigkeiten
Der Atari 800XL kam sowohl in Nordamerika als auch in Großbritannien Ende November 1983 in den Handel. Die unverbindliche Preisempfehlung lag in den USA bei 299 US-Dollar, die für Großbritannien bei 249 britischen Pfund. Durch die anfänglichen Produktionsverzögerungen konnten selbst mithilfe teurer Luftfrachteinfuhren bis Weihnachten in Nordamerika lediglich 60 Prozent der vorbestellten Geräte ausgeliefert werden. Die gesamte Jahresproduktion des Atari 600XL und 800XL war bis Ende des Jahres ausverkauft worden. Das US-amerikanische Marktforschungsunternehmen The Yankee Group schätzte, dass davon allein in den Vereinigten Staaten 40.000 Computer vom Typ Atari 800XL abgesetzt werden konnten.
Wohl aufgrund der allgemeinen Lieferengpässe kam der Atari 800XL in Frankreich und Westdeutschland erst im April 1984 in nennenswerten Stückzahlen in den Handel; der Preis dieser PAL-Ausführung lag bei 3200 Franc beziehungsweise bei rund 800 deutschen Mark (DM). Eine speziell für die französische SECAM-Fernsehnorm gefertigte Variante war ab Juni für 3500 Franc erhältlich. In Italien kam der Rechner vermutlich auch erst zu diesem Zeitpunkt und dann zum Preis von 707.000 Lira in den Handel.

#### Preiserhöhung und Olympiasponsoring
Mit Beginn des Jahres 1984 erhöhte Atari in Nordamerika die Großhandelspreise der neuen XL-Computer um 40 US-Dollar. Dies geschah mit der Begründung, fortan nur noch kostendeckend verkaufen und den ruinösen Preiskampf in der Heimcomputerbranche beenden zu wollen. Die Vermarktungsbemühungen richteten sich neben privaten Haushalten nun auch vermehrt auf Bildungseinrichtungen wie etwa Schulen. Im Sommer 1984 beteiligte sich Atari als Sponsor für Heimcomputer an den Olympischen Spielen in Los Angeles. Der Atari 800XL avancierte daraufhin zum „Official Home Computer of the 1984 Olympics“, womit den potentiellen Käufern ein gewisses Renommee der Geräte suggeriert werden sollte. Daneben schloss Atari Verträge über umfassende Fernsehwerbung, um weitere mögliche Interessenten erreichen zu können.

#### Nach Jack Tramiels Übernahme von Atari und erste Preisnachlässe

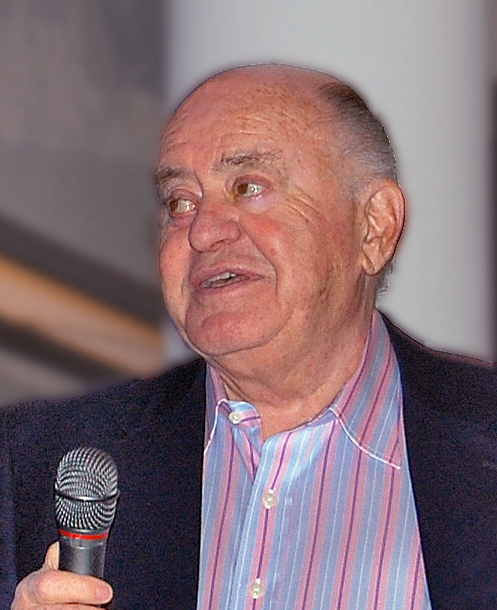
Jack Tramiel (2007)

Kurz nach der für die gesamte Computerbranche völlig unerwarteten Übernahme von Atari durch Jack Tramiel im Juli 1984 herrschte zunächst Unklarheit über die Fortführung von Ataris XL-Produktlinie. Die kurz darauf veröffentlichten Zukunftspläne Tramiels sahen jedoch nur die Einstellung des ohnehin schon seit längerer Zeit als unprofitabel geltenden Atari 600XL vor. Übernommene Lagerbestände des Atari 800XL mit einem Umfang von etwa 100.000 Geräten und ab August 1984 vorgenommene Optimierungen im Herstellungsprozess – der monatliche Produktionsausstoß des Atari 800XL erreichte dadurch etwa 150.000 Geräte – führten kurz darauf zu den von der Fachpresse bereits erwarteten deutlichen Preisnachlässen.

#### „Power without the Price“ und „Marketing for the Masses“
Ab November 1984 folgten unter dem von Tramiel ausgegebenen Slogan „Power without the Price“ weitere Preissenkungen in Europa. Der sich kurz darauf anschließende vorweihnachtliche Preisrutsch auf 120 US-Dollar beziehungsweise 130 britische Pfund, den Verkaufspreis des Konkurrenzmodells Sinclair ZX Spectrum, gab zunächst Anlass zu Spekulationen über einen Ausverkauf zugunsten neuer Computermodelle. Genährt wurden die Gerüchte hauptsächlich durch bereits Ende September bekanntgewordene Andeutungen Ataris zu einem technisch und optisch aufgefrischten Nachfolgemodell des Atari 800XL. Die Firmenleitung dementierte umgehend und erklärte, dass die aggressive Preispolitik hauptsächlich aufgrund weiterer, zwischenzeitlich vorgenommener Optimierungen im Herstellungsprozess möglich geworden war. Sie bestätigte zudem ausdrücklich die Fortführung der Produktion. Der von Atari entfachte Preiskampf – auch in Westdeutschland fiel der Preis im Dezember 1984 von rund 650 auf 500 DM – zielte vor allem auf die Marktanteile des direkten Konkurrenten und Marktführers Commodore 64.
Im Rahmen des von Jack Tramiel auch als „Marketing for the masses“ bezeichneten Vermarktungskonzeptes und seinen Kampfpreisen kamen zudem verstärkt Bündelangebote in den europäischen Handel. Die britische Warenhauskette Laskys beispielsweise bot den Starter Pak bestehend aus Computer, Datenrecorder Atari 1010, Joystick, Anleitungsmaterial und Software ab Dezember zu einem Preis von 170 britischen Pfund an. Damit zählte der Atari 800XL Ende 1984 zu den günstigsten Computern seiner Leistungsklasse; Konkurrenzmodelle wie etwa der Commodore 64 und die MSX-Computer waren deutlich teurer. 1984 gelang es Atari so, weltweit etwa 600.000 Exemplare des Atari 800XL abzusetzen und in den US-amerikanischen Schulen in die Riege der drei am meisten verbreiteten Schulcomputer aufzusteigen. Was jedoch nicht gelang, war die Verdrängung des Commodore 64: vom internationalen Marktführer fanden im selben Zeitraum etwa viermal so viele Exemplare ihre Käufer.

#### Weitere Preisnachlässe nach Vorstellung der XE-Baureihe, Bündelangebote
Zu Beginn des Jahres 1985 stellte Atari auf der CES in Las Vegas seine neueste Generation von Computern in Form der Atari-ST-Baureihe vor. Daneben hatte Atari auch seine 8-Bit-Heimcomputer, wie bereits im September des Vorjahres angekündigt, einer Verjüngungskur unterzogen. Die neuen Geräte verfügten über ein zeitgemäßes Gehäuse und verbesserte Technik – der ursprünglich bereits für den Atari 800XL gedachte Speicherverwaltungsbaustein FREDDY fand nun seinen Einsatz. Zunächst sollte lediglich der Atari 130XE mit seinen 128 KB Arbeitsspeicher in den Handel gelangen und zwar als Ergänzung zum Atari 800XL mit nur 64 KB Arbeitsspeicher.
Mit Erscheinen des Atari 130XE im Februar 1985 in den USA wurde der Preis des Atari 800XL – die reinen Herstellungskosten waren mittlerweile auf 80 US-Dollar gesenkt worden – weiter reduziert, in Großbritannien beispielsweise auf knapp unter 100 britische Pfund. Kurz darauf verstärkte Atari seine Bemühungen, insbesondere Neueinsteigern Diskettenlaufwerke durch günstige Komplettangebote schmackhaft zu machen, etwa in Form des Personal Computer Pack mit Computer, Diskettenlaufwerk Atari 1050 und Programme für etwa 250 britische Pfund. Für Westdeutschland sind keine derartigen Bündelangebote bekannt, dennoch wurden bis Mitte 1985 von den beiden Modellen Atari 600XL (Lagerbestände) und 800XL zusammen mindestens 100.000 Geräte verkauft.
Zur Ankurbelung der Verkäufe in Großbritannien gewährte Atari ab August 1985 Bildungseinrichtungen auf den unverbindlichen Verkaufspreis Rabatte von bis zu 25 Prozent. Eigens für Schulen wurde das Bündelangebot Atari LOGO System mit der einsteigerfreundlichen Programmiersprache Logo aufgelegt, um die Vormachtstellung von Acorns Computer BBC Micro in den staatlichen Bildungseinrichtungen zu brechen. Einen großen Erfolg erzielte Atari im September 1985 in den Niederlanden, wo man sich für den Atari 800XL als offiziellen Schulcomputer entschied. Neben den Anschaffungen der Bildungseinrichtungen selbst erhoffte sich Atari, dass Schüler und Studenten im Rahmen von späteren Privatkäufen auf das bereits aus der Schule Bekannte und Vertraute – einen Computer von Atari – zurückgreifen und damit allein in den Niederlanden Absätze in Höhe von etwa 100.000 Computern folgen würden.

#### Ausverkauf im Westen

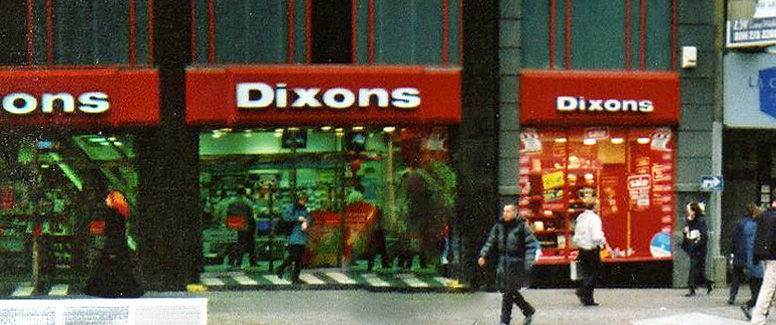
Dixons-Filiale in Sheffield

Nachdem Atari im November 1985 die Einstellung der Produktion des Atari 800XL verkündet hatte, übernahm in Großbritannien die Warenhauskette Dixons die Vermarktung noch verbliebener Lagerbestände. Die von Dixons daraufhin rechtzeitig zum Weihnachtsgeschäft aufgelegten Bündelangebote markierten weitere Tiefstpreise im Heimcomputergeschäft: Ein Atari 800XL war nun zusammen mit dem Diskettenlaufwerk Atari 1050, einem Softwarepaket und Joystick für rund 170 britische Pfund erhältlich. Bis Weihnachten konnten so vermutlich 100.000 Computer allein in Großbritannien abgesetzt werden. In den USA war der Atari 800XL im Weihnachtsgeschäft zu einem ähnlich niedrigen Preis – unter 100 US-Dollar – erhältlich. In Westdeutschland führten Preise zwischen 200 und 250 DM ebenfalls zu gesteigerten Verkäufen, jedoch erreichte der Marktanteil des Atari 800XL für das Jahr 1985 nicht mehr als knapp sechs Prozent – der des unangefochtenen deutschen Marktführers Commodore 64 lag dagegen bei fast 40 Prozent; ebenfalls weit abgeschlagen folgten der Schneider CPC 464 mit ca. 15 Prozent und der Sinclair ZX Spectrum mit etwas über neun Prozent.
Letzte größere Mengen des Atari 800XL waren in Großbritannien bis Februar 1986 veräußert worden. In Westdeutschland reichten die Lagerbestände dagegen bis zum zweiten Quartal 1987, obwohl im Jahr zuvor etwa 92.000 Computer ihre Abnehmer fanden. Als Nachfolger des Atari 800XL kam in Nordamerika und Großbritannien ab 1986 der zuvor schon in Kanada verkaufte Atari 65XE in die Läden. In Deutschland erschien der Nachfolger im Oktober in Form des zum Atari 65XE baugleichen Atari 800XE mit einem Preis von etwas unter 200 DM. Durch die Ausverkäufe war die Benutzerschaft für Ataris 8-Bit-Computer allein in Großbritannien bis Mitte 1986 auf etwa 300.000 Aktive angewachsen, in Nordamerika durch die Weihnachtsverkäufe im Jahr zuvor auf mehr als eine Million.

#### Marktführerschaft im Ostblock

Mit Lockerung der Exportbeschränkungen für Hochtechnologiegüter Ende 1984 erfolgte die Ausfuhr des Atari 800XL ab 1985 auch in viele Länder des Ostblocks. Dort waren die Computer und Zubehör zwar bei staatlichen Handelsorganisationen, dafür aber nur gegen Devisen erhältlich. In der Deutschen Demokratischen Republik war das die Forum Außenhandelsgesellschaft mit ihrem Intershop-Einzelhandelsnetz und dem Bezahlmittel der zur Deutschen Mark äquivalenten Forumschecks. In Polen erfolgte der Verkauf in Pewex-Filialen. Die ersten beiden 1985 von Pewex bestellten Chargen von insgesamt 5.500 Atari 800XL mit Zubehör fanden binnen weniger Tage ihre Abnehmer. Zum Schwarzmarktkurs in die Landeswährung Złoty umgerechnet, kostete ein Atari 800XL mit Datenrekorder Atari 1010 zunächst 150.000 Złoty und damit ungefähr das Jahresgehalt eines Universitätsdozenten in Polen. Nach der Freigabe des Handels durch die polnische Regierung und nach Ausweitung des Imports fiel der Preis auf umgerechnet 120.000–130.000 Złoty. Aufgrund dieses vergleichsweise geringen Preises verdrängten die Atari-Computer alsbald den zuvor häufig durch private Einfuhr beschafften Sinclair ZX Spectrum als den am weitesten verbreiteten Computer in Polen und stiegen so zum Marktführer auf. In der Tschechoslowakei boten Tuzex-Läden, ebenfalls für eine entsprechende Ersatzwährung, Atari-Computer zum Verkauf an.
Infolge der rasch wachsenden Nachfrage gingen allein im Jahr 1987 etwa 100.000 Atari-8-Bit-Rechner in den Ostblock, davon 4.600 in die DDR – der Atari 800XL war dort bereits ab 1985 der erste offiziell importierte westliche Heimcomputer – und 10.500 in die ČSSR. In diesen beiden Ländern stiegen Ataris XL- und XE-Computer im Laufe des Jahres 1987 ebenfalls zum Marktführer auf. Auf der Leipziger Frühjahrsmesse 1990 schätzte der Hersteller, dass über die Forum Außenhandelsgesellschaft insgesamt etwa 100.000 Atari-Computer verschiedener Baureihen in der DDR verkauft worden waren. Hinzu kamen weitere Geräte, die durch private Einfuhren oder durch Schenkungen von wohlmeinenden „West-Verwandten“ über Genex, einem Geschenkedienst der DDR, zu ihren Benutzern fanden.

#### Comeback im Westen
Auch in Westdeutschland waren die Verkaufszahlen inzwischen wieder stark gestiegen – bis Juli 1988 hatte Ataris eigenen Angaben zufolge dort seit Markteinführung etwa 500.000 Geräte verkauft. Zur Befriedigung der großen Nachfrage, die wohl nicht durch Ataris XE-Baureihe allein gedeckt werden konnte, nahm Atari eigenen Verlautbarungen nach im Juli 1988 die Produktion kurzerhand wieder auf. Die neu hergestellten Atari 800XL waren fortan zusammen mit dem Datenrekorder Atari XC12 für knapp unter 200 DM erhältlich.

### Moderne Nachbauten
Die überschaubare Architektur des Systems und umfangreiche Dokumentationen des Herstellers ermöglichen den miniaturisierten Nachbau der Elektronik des Atari 800XL und dazu kompatibler Modelle mit heutigen technischen Mitteln bei gleichzeitig überschaubarem Aufwand. Eine solche moderne Realisierung erfolgte erstmals 2014 – wie bei anderen Heimcomputersystemen auch – als Implementierung auf einem programmierbaren Logikschaltkreis (FPGA) nebst Einbettungssystem. Die Nachbildung mittels FPGA-Technologie war zunächst lediglich als technische Machbarkeitsstudie gedacht, stellte jedoch im Nachhinein auch ihren praktischen Nutzen unter Beweis: Durch die Miniaturisierung und die Möglichkeit des Batteriebetriebs ist sie eine leicht verstaubare, zuverlässig arbeitende und transportable Alternative zur originalen schonenswerten Technik.

## Technische Daten
Im Gehäuse des Atari 800XL enthält eine einzelne Platine alle elektronischen Baugruppen, die Peripherieanschlüsse und den nach außen geführten Systembus für Erweiterungen.

### Hauptprozessor
Der Atari 800XL basiert auf einer Variante des 8-Bit-Mikroprozessors MOS 6502, der häufig in zeitgenössischen Computern eingesetzt wurde. Im Unterschied zu den Vorgängermodellen Atari 400 und 800 wird beim Atari 800XL eine spezielle Variante des 6502 mit dem Namen Sally eingesetzt, die die Anzahl der elektronischen Bauelemente im Computer deutlich zu verringern half. Die CPU kann auf einen Adressraum von 65536 Byte zugreifen, was auch die theoretisch mögliche Obergrenze des Arbeitsspeichers von 64 Kilobytes (KB) festlegt. Der Systemtakt beträgt bei PAL-Geräten 1,77 MHz, für solche mit NTSC-Ausgabe dagegen 1,79 MHz.

### Spezialbausteine zur Erzeugung von Grafik und Ton
Wesentlicher Bestandteil der Rechnerarchitektur sind die drei von Atari entwickelten Spezialbausteine Alphanumeric Television Interface Controller (ANTIC), Graphic Television Interface Adaptor (GTIA) und Potentiometer And Keyboard Integrated Circuit (POKEY). Sie sind funktionell derart konzipiert, dass sie innerhalb ihres Aufgabenbereiches flexibel einsetzbar sind und gleichzeitig die CPU entlasten.

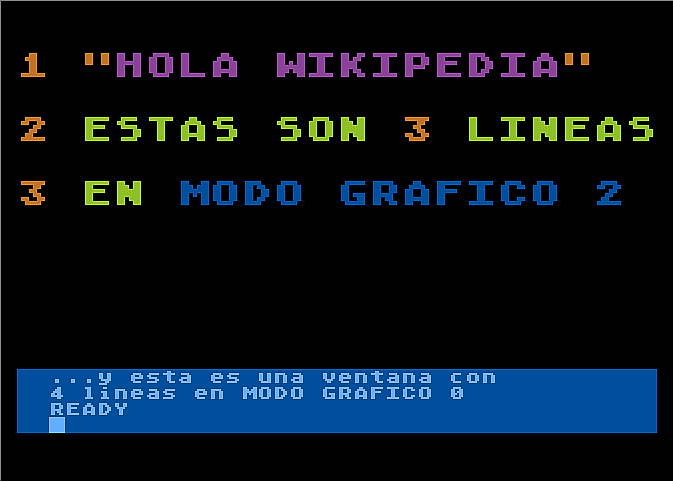
Mischung zweier verschiedener Grafikmodi (Groß- und Normaltext) unter Zuhilfenahme eines Rasterzeileninterruptes

Die beiden Grafikbausteine ANTIC und GTIA erzeugen das am Fernseher oder Monitor angezeigte Bild. Dazu sind zuvor vom Betriebssystem oder den Benutzer im Arbeitsspeicher entsprechende Daten in der Form der „Display List“ zu hinterlegen. Der GTIA erlaubt unter anderem das Integrieren von maximal acht unabhängigen, aber jeweils einfarbigen Grafikobjekten, den Sprites. Diese im Atari-Jargon auch „Player“ und „Missiles“ genannten Objekte werden gemäß benutzerdefinierbaren Überlappungsregeln in das vom ANTIC erzeugte Hintergrundbild kopiert und einer Kollisionsprüfung unterzogen. Dabei wird festgestellt, ob sich die Sprites untereinander oder bestimmte Teile des Hintergrundbildes („Playfield“) berühren. Diese Fähigkeiten wurden – wie sich bereits anhand der Namensgebung „Playfield“, „Player“ und „Missiles“ abzeichnet – zur vereinfachten Erstellung von Spielen mit interagierenden Grafikobjekten und schnellem Spielgeschehen entwickelt. Die Fähigkeiten der beiden Spezialbausteine ANTIC und GTIA zusammengenommen verleihen den Darstellungsmöglichkeiten der Atari-Rechner eine von anderen damaligen Heimcomputern unerreichte Flexibilität. Im dritten Spezialbaustein POKEY sind weitere elektronische Komponenten zusammengefasst. Diese betreffen im Wesentlichen die Tonerzeugung für jeden der vier Tonkanäle, die Tastaturabfrage und den Betrieb der seriellen Schnittstelle Serial Input Output (SIO) zur Kommunikation des Rechners mit entsprechenden Peripheriegeräten.
Durch die hochintegrierte Ausführung (LSI) vereinen die Spezialbausteine viele elektronische Komponenten in sich und senken dadurch die Anzahl der im Rechner benötigten Bauteile, was wiederum eine nicht unerhebliche Kosten- und Platzersparnis mit sich bringt. Nicht zuletzt weil ihre Konstruktionspläne nie veröffentlicht wurden, waren sie mit damaliger Technik nicht wirtschaftlich zu kopieren, womit der in der Heimcomputerbranche durchaus übliche illegale Nachbau von Computern für den Atari 800XL ausgeschlossen werden konnte.
| Grafikstufe | Anzeigeart         | Auflösung (Pixel) | Farben | Speicherbedarf (Bytes) |
| ----------- | ------------------ | ----------------- | ------ | ---------------------- |
| 0           | normaler Text      | 40 × 24           | 2      | 992                    |
| 1           | Großtext           | 20 × 24           | 5      | 672                    |
| 2           | Großtext           | 20 × 12           | 5      | 420                    |
| 3           | Punktgrafik        | 40 × 24           | 4      | 432                    |
| 4           | Punktgrafik        | 80 × 48           | 2      | 696                    |
| 5           | Punktgrafik        | 80 × 48           | 4      | 1176                   |
| 6           | Punktgrafik        | 160 × 96          | 2      | 2184                   |
| 7           | Punktgrafik        | 160 × 96          | 4      | 8138                   |
| 8           | Punktgrafik        | 320 × 192         | 2      | 8138                   |
| 9           | GTIA-Modi          | 80 × 192          | 16     | 8138                   |
| 10          | GTIA-Modi          | 80 × 192          | 9      | 8138                   |
| 11          | GTIA-Modi          | 80 × 192          | 16     | 8138                   |
| 12          | Text (Zeichensatz) | 40 × 24           | 5      | 1152                   |
| 13          | Text (Zeichensatz) | 40 × 12           | 5      | 660                    |
| 14          | Punktgrafik        | 160 × 192         | 2      | 4296                   |
| 15          | Punktgrafik        | 160 × 192         | 4      | 8138                   |

### Speicher und Speicheraufteilung
Der von der CPU und ANTIC ansprechbare Adressraum segmentiert sich beim Atari 800XL in verschiedene Abschnitte unterschiedlicher Größe. Aus praktischen Gründen ist es üblich, für deren Adressen anstelle der dezimalen Notation die hexadezimale zu verwenden. Ihr wird zur besseren Unterscheidbarkeit üblicherweise ein $-Symbol vorangestellt. Den Adressen von 0 bis 65535 in dezimaler Notation entsprechen im hexadezimalen System die Adressen $0000 bis $FFFF.
Der Bereich von $0000 bis $BFFF ist hauptsächlich für Arbeitsspeicher vorgesehen. Dieser ist nicht vollständig durch den Benutzer verwendbar, denn fast im gesamten Bereich von $0000 bis $06FF hält das Betriebssystem für den laufenden Betrieb benötigte Variablen vor. Wird der Selbsttest aktiviert, werden die zugehörigen Programmroutinen aus dem Festwertspeicher in den Adressblock von $5000 bis $57FF kopiert. Bei eingestecktem Modul mit 8 KB Festwertspeicher wird dessen Inhalt in den Bereich von $A000 bis $BFFF anstelle des dort sonst befindlichen BASIC eingeblendet. Verfügt das Steckmodul über 16 KB Festwertspeicher, reicht der Inhalt von $8000 bis $BFFF. Ab $C000 schließt sich das Betriebssystem an. Die Adressen der Spezialbausteine ANTIC, GTIA, POKEY und anderer Hardwarebestandteile befinden sich innerhalb eines von $D000 bis $D7FF reichenden Input/Output Block genannten Segmentes. Von $D800 bis zur oberen Speichergrenze $FFFF sind die restlichen Bestandteile des Betriebssystems und die Treiber der über die parallele Schnittstelle angeschlossenen Geräte untergebracht. Durch Abschalten des Betriebssystems und BASIC können stattdessen Speicherbänke mit Arbeitsspeicher eingeblendet werden, so dass sich maximal 62 KB nutzen lassen.
Nach dem Einschalten des Rechners liest die CPU die Inhalte der ROM-Bausteine mit dem Betriebssystem aus, prüft zunächst den Modulschacht und startet gegebenenfalls das darauf befindliche Programm. Ist kein Modul vorhanden, wird im nächsten Schritt der Status der Funktionstasten Option und Start abgefragt. Die gedrückte Option-Taste veranlasst das Betriebssystem, das eingebaute BASIC des Computers zu deaktivieren und stattdessen beispielsweise ein ausführbares Programm von einem angeschlossenen Diskettenlaufwerk zu laden. Bei gleichzeitig gedrückter Start-Taste während des Einschaltens erfolgt das Laden eines ausführbaren Programms vom angeschlossenen Datenrekorder. Ist keine der beiden genannten Funktionstasten aktiv, startet der Computer das eingebaute BASIC und meldet sich mit blinkendem Cursor als bereit zur Befehlseingabe.

### Schnittstellen für Ein- und Ausgabe
Als Verbindungen zur Außenwelt dienen zwei Kontrollerbuchsen an der rechten Seite des Gehäuses, ein Schacht zur ausschließlichen Verwendung von ROM-Steckmodulen auf der Oberseite, ein koaxialer HF-Antennenanschluss für den Fernseher sowie eine Buchse der proprietären seriellen Schnittstelle (Serial Input Output, kurz SIO) auf der Rückseite. Letztere dient dem Betrieb von entsprechend ausgestatteten „intelligenten“ Peripheriegeräten, wobei ein von Atari speziell für diesen Zweck entwickeltes Übertragungsprotokoll und Steckersystem zum Einsatz kommen. Drucker, Diskettenlaufwerke und andere Geräte mit durchgeschleiften SIO-Buchsen können so mit nur einem einzigen Kabeltyp „verkettet“ angeschlossen werden. Daneben verfügt der Atari 800XL im Gegensatz zum Atari 1200XL über eine parallele Erweiterungsschnittstelle, deren Anschluss in der Rückseite des Gehäuses verbaut ist. Dieser herausgeführte Systembus erlaubt beispielsweise den Betrieb eines externen Bauelementeträgers wie der Erweiterungsbox Atari 1090, die jedoch nie in den Handel gelangte.
| | Joystickstecker |  | SIO-Stecker |  |
| |                 |  |             |  |
| Zum Identifizieren der einzelnen Bauteile/Anschlüsse diese mit dem Mauszeiger überfahren und für weitere Informationen ggf. anklicken. |                 |  |             |  |

## Peripheriegeräte
Der Atari 800XL funktioniert grundsätzlich mit allen von Atari für seine 8-Bit-Computer veröffentlichten Peripheriegeräten. Im Folgenden wird hauptsächlich auf die bis 1989 erhältlichen von Atari im XL-Design herausgebrachten kommerziellen Produkte eingegangen.

### Massenspeicher

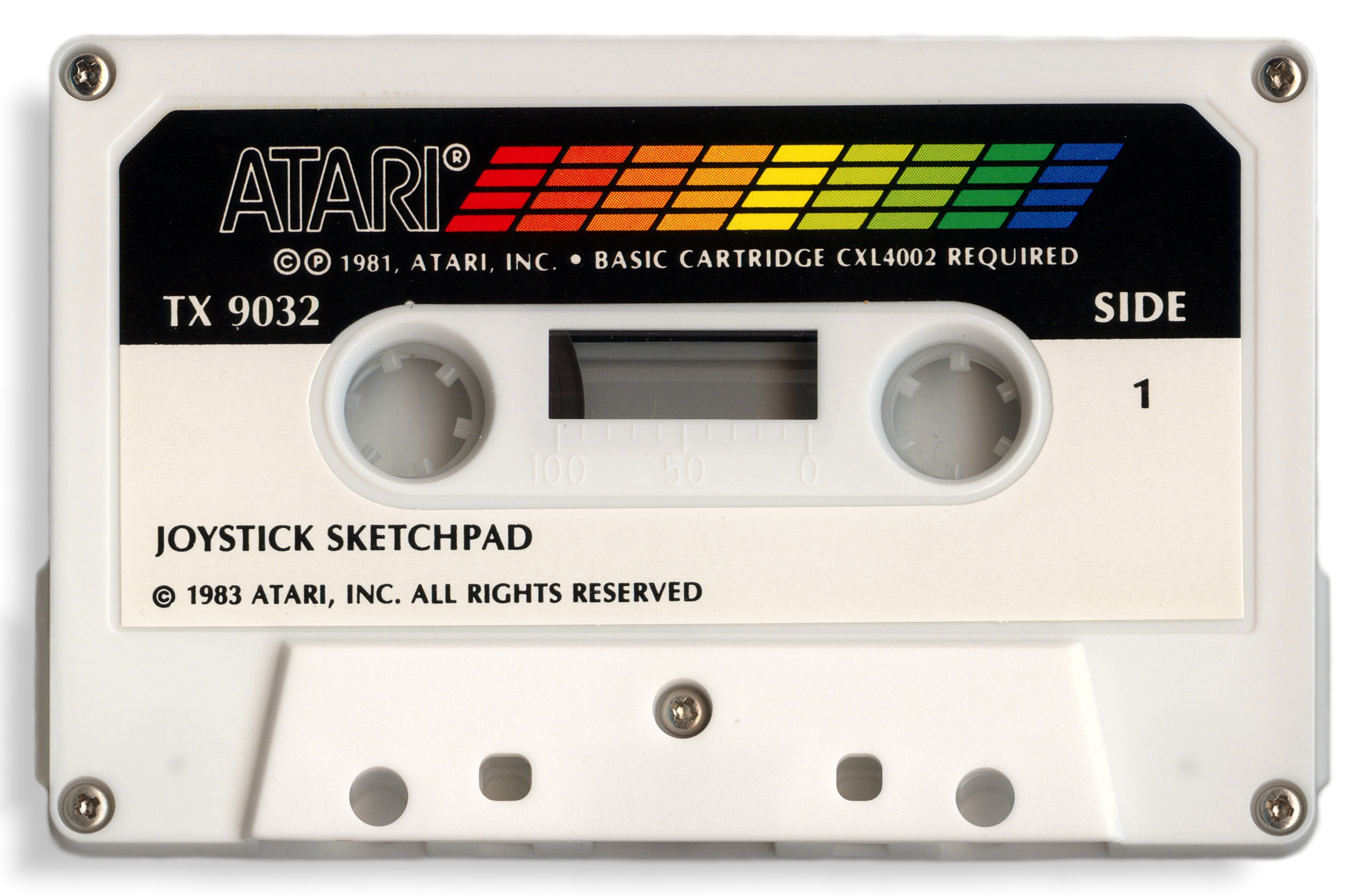
Kompaktkassette
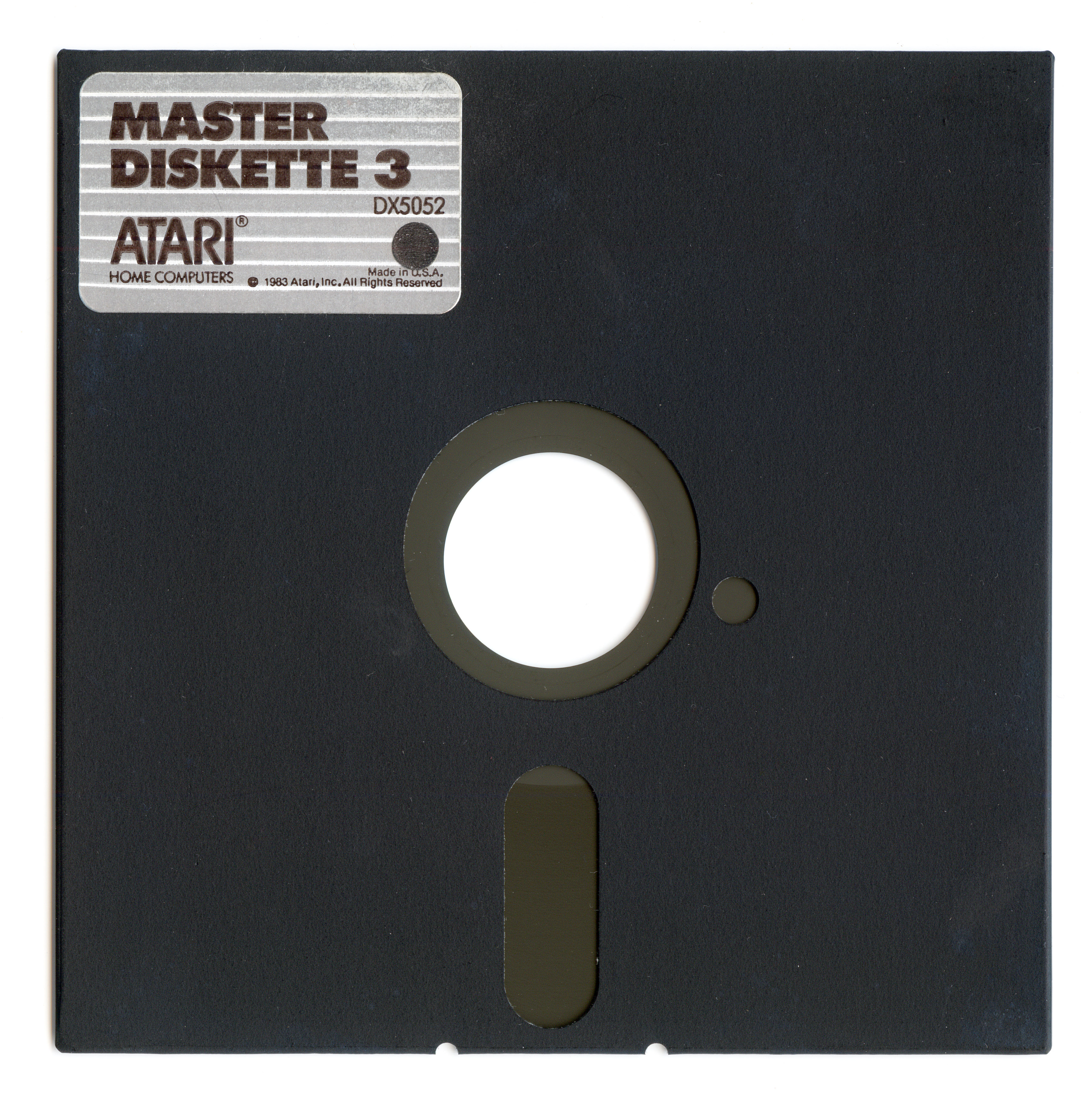
5¼″-Diskette

In Zusammenhang mit vor allem westlichen Heimcomputern der 1980er Jahre kamen zur Datensicherung hauptsächlich Kassettenrekorder und Diskettenlaufwerke, im professionellen Umfeld bei den Personal Computern zunehmend auch Fest- und Wechselplattenlaufwerke zum Einsatz. Die günstigste Variante der Datenaufzeichnung durch Kompaktkassetten hat im Allgemeinen den Nachteil niedriger Datenübertragungsraten und damit langer Ladezeiten, wohingegen die wesentlich schnelleren und verlässlicheren Disketten- und Plattenlaufwerke sehr viel teurer in der Anschaffung waren. Bei Veröffentlichung des Atari 800XL standen ihm Programmrekorder, aber auch Diskettensysteme wie etwa die Floppy Atari 1050 und wenig später auch Festplattensysteme als Massenspeicher zur Verfügung. Die noch zum Betrieb mit dem Atari 800 geeigneten Festplattensysteme der Firma Corvus sind aufgrund einiger beim 800XL nicht mehr vorhandener Anschlüsse nicht verwendbar.

#### Kassettensysteme
Im Gegensatz zu anderen zeitgenössischen Heimcomputern wie beispielsweise dem Tandy TRS-80 oder dem Sinclair ZX81 kann der Atari 800XL zum Speichern von Daten ab Werk nicht mit handelsüblichen Kassettenrekordern betrieben werden. Vielmehr benötigt er ein auf seine serielle Schnittstelle abgestimmtes Gerät – den Programmrekorder Atari 1010. Die durchschnittliche Datenübertragungsrate beträgt dabei 600 Bit/s; auf einer 30-Minuten-Kassette finden 50 KB an Daten Platz. Das Gerät verfügt über einen Stereo-Tonkopf, wodurch parallel zum Lesevorgang das Abspielen von Musik oder gesprochenen Benutzungsanweisungen möglich ist. Aus Gründen der Kosten- und Platzersparnis wurde im Programmrekorder kein Lautsprecher eingebaut, die Audiosignale werden mithilfe des Spezialbausteins POKEY stattdessen am Fernsehgerät ausgegeben.
Zur Beschleunigung des Datentransfers kam Ende 1986 mit Rambit in Großbritannien eine kommerzielle Hardwarelösung nebst entsprechender Ansteuerungssoftware für knapp 20 britische Pfund in den Handel. Nach dem lötenden Einbau einer vom Hersteller bereits fertig bestückten Platine und dem Einsatz eines ebenfalls mitgelieferten Konverterprogrammes konnten mit dem modifizierten Atari-1010-Programmrekorder Daten mit Raten von 3300 bis 3600 Bit/s geladen werden.

#### Diskettensysteme

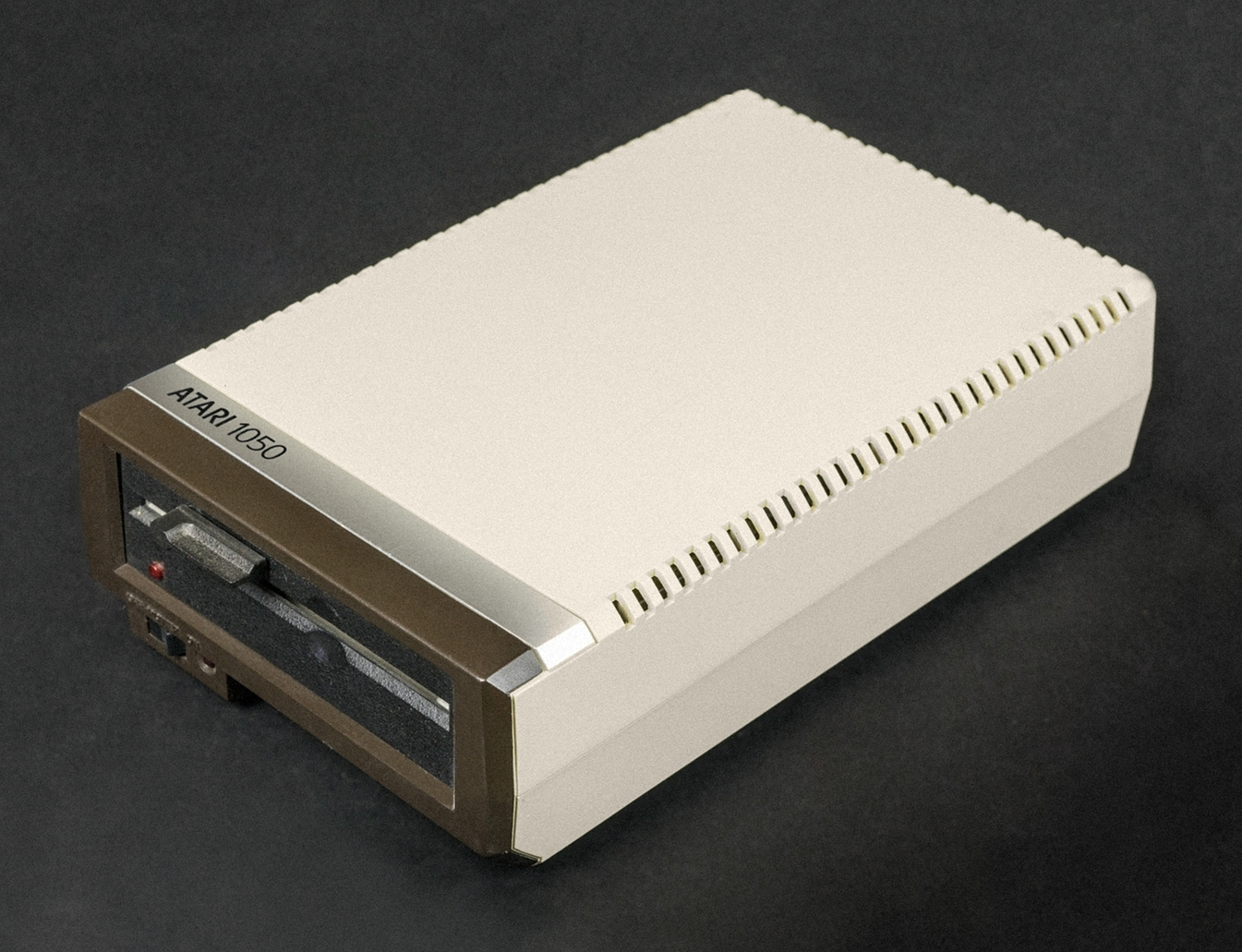
Atari 1050

Mit Einführung des Atari 800XL war auch ein gestalterisch darauf abgestimmtes Diskettenlaufwerk erhältlich, die Floppystation Atari 1050. Mit dem Atari-1050-Diskettenlaufwerk können 5¼″-Disketten einseitig beschrieben werden, womit sich bis zu 127 KB Daten abspeichern lassen. Das ursprünglich mit dem Laufwerk ausgelieferte Diskettenbetriebssystem DOS 2.0s unterstützt lediglich einfache Schreibdichte (englisch Single Density). Damit lassen sich 88 KB an Daten auf einer Diskettenseite ablegen, wobei ein Sektor 128 Bytes enthält. Es wurde ab Mitte 1984 durch DOS 3.0 abgelöst, das die Atari-spezifische Betriebsart Enhanced Density unterstützt. Im Gegensatz zu doppelter Schreibdichte (englisch Double Density) wird nicht die Byteanzahl pro Sektor, sondern die Anzahl der Sektoren pro Spur erhöht, was zu der proprietären Speicherkapazität von 127 KB führt. Hauptsächlich die Inkompatibilität von DOS 3.0 zu seiner Vorgängerversion DOS 2.0s führte schließlich 1985 zur Veröffentlichung des in vielerlei Hinsicht verbesserten DOS 2.5. Das Atari-1050-Diskettenlaufwerk kostete Mitte 1984 etwa 450 US-Dollar.
Zusammen mit Erscheinen des 800XL war eine Vielzahl von Atari-kompatiblen Diskettenlaufwerken diverser Dritthersteller erhältlich, die fast alle mit 5¼″-Disketten, aber doppelter Schreibdichte arbeiteten. Dazu zählten Geräte von Percom, das Rana 1000 für 400 US-Dollar und das Doppellaufwerk Astra 1620 für 600 US-Dollar. Im Laufe des Jahres 1984 kamen weitere leistungsfähige Diskettenlaufwerke hinzu: das Percom AT-88 für 420 US-Dollar, das Trak AT-D2 für 500 US-Dollar, das für zweiseitiges Beschreiben von Disketten geeignete Trak AT-D4 und das Indus GT für 500 Dollar. Eine Besonderheit bildeten das Amek AMDC I für 550 US-Dollar und das Doppellaufwerk Amek AMDC II für 760 US-Dollar, die beide auf damals selten gebrauchten 3″-Disketten basieren. Viele der Drittlaufwerke enthielten neben dem Anschluss- und Dokumentationsmaterial auch ein Diskettenbetriebssystem wie beispielsweise SmartDOS oder DOS XL.
Im Laufe des Jahres 1985 sanken die Anschaffungskosten für Diskettenlaufwerke, die Absätze stiegen und es wurden vermehrt Erweiterungen für das Laufwerk Atari 1050 auf den Markt gebracht. Damit war es möglich, die Zugriffszeiten von Ataris 1050 auf die Diskettendaten zu verkürzen und die Speicherkapazität mittels doppelter Schreibdichte pro Diskettenseite auf 180 KB zu erhöhen. Zu den bekanntesten dieser sogenannten Floppy-Speeder zählen US-Doubler, Happy Enhancement 1050, Super Archiver I & II mit oder ohne BitWriter und auch einige deutsche Produkte wie High Speed 1050 vom Irata-Verlag, 1050 Turbo von Gerhard Engl und diverse Ausführungen der Speedy 1050 vom Compy Shop. Zum Lieferumfang dieser Modifikationen gehörte auch immer entsprechende Software wie beispielsweise SpartaDOS, WarpDOS oder BiboDOS. Mit Beginn der 1990er Jahre kamen mangels Versorgung mit Atari-Laufwerken diverse Eigenbauten in Kleinserie, wie beispielsweise die Floppy 2000 I und II von Klaus Peters Elektronik und polnische Fabrikate wie California Access CA-2001 und TOMS 720 hinzu.

#### Festplattensysteme
Ab Anfang 1986 brachten Dritthersteller Festplattensysteme und dazu benötigte Software für den Atari 800XL auf den Markt. Zu den frühesten Anbietern zählt das Unternehmen Supra Corporation mit seinem Supra Drive. Der Anschluss erfolgt über den herausgeführten Parallelbus, die Erweiterungsschnittstelle des Computers. Unter Zuhilfenahme mitgelieferter Systemprogramme wie etwa MyDOS lassen sich die 10 MB Speicherplatz des Laufwerkes vielfältig nutzen. Die im Vergleich zu normalen Diskettenlaufwerken kurzen Zugriffszeiten und die hohen Datentransferraten schlugen sich aber in einem relativ hohen Preis nieder: das Supra Drive war bei Erscheinen Anfang 1986 mit fast 800 US-Dollar etwa viermal so teuer wie das Diskettenlaufwerk Atari 1050. Das ab Ende 1986 hinzugekommene BTL Hard Disk System verfügt ebenfalls über eine Speicherkapazität von 10 MB, konnte vom Anwender jedoch bis auf 128 MB ausgebaut werden. Es wurde ebenfalls mit MyDOS ausgeliefert und kostete bei seiner Einführung etwa 600 US-Dollar. Ein weiteres Gerät, aber mit einer Kapazität von 20 MB und der Software SpartaDOS zu dessen Verwaltung, stellte das Unternehmen ICD Inc. im Jahr 1987 unter dem Namen FA-ST für rund 700 US-Dollar vor. 1989 kamen Festplattensysteme von Computer Software Services mit Kapazitäten von 5 bis 80 MB hinzu, die allesamt auf der Universalerweiterung The Black Box! basierten. Die Preise lagen zwischen 400 US-Dollar (10 MB) und knapp 900 US-Dollar (80 MB).
Aufgrund von Problemen bei der Übertragung von kopiergeschützten Programmen auf die Festplatten und in Anbetracht des hohen Preises fanden solche Systeme beim Großteil der Atari-Besitzer kaum Verwendung. Sie wurden hauptsächlich von Betreibern speicherplatzintensiver Mailboxen und bei professionellen Programmentwicklern eingesetzt.

### Ausgabegeräte

#### Bildgeräte
Die Bildausgabe des Atari 800XL kann via eingebautem HF-Modulator an einem handelsüblichen Fernsehgerät erfolgen. Eine bessere Bildqualität ermöglichen dagegen spezielle Monitore. Bereits im Mai 1985 standen für den Atari 800XL beispielsweise in Westdeutschland mehr als 15 verschiedene Monochrom-Monitore zur Verfügung, deren Preis zudem jeweils unterhalb von 500 DM lag. Von den teureren Farbmonitoren konnte der deutsche Benutzer zum gleichen Zeitpunkt aus acht verschiedenen Modellen mit Preisen von weniger als 1500 DM wählen. Ein von Atari eigens für die XL-Modellreihe produzierter Monitor existiert nicht.

#### Drucker

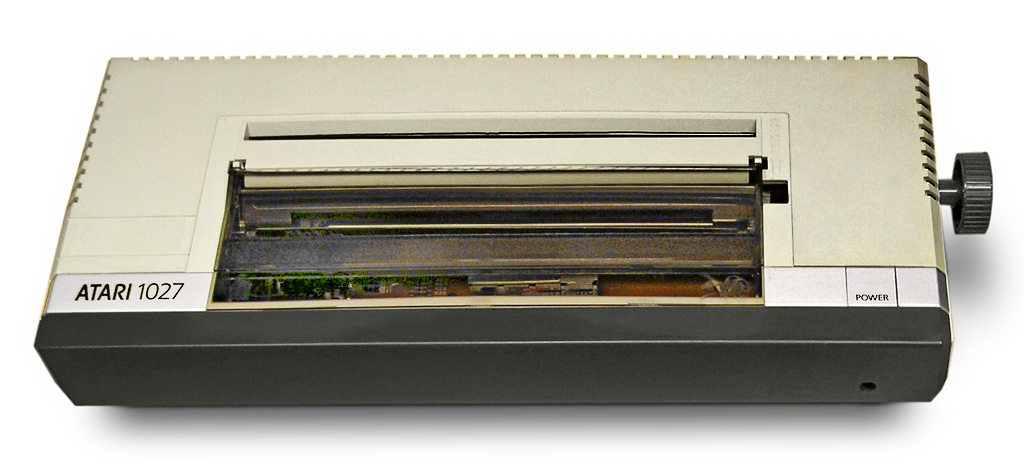
Atari 1027
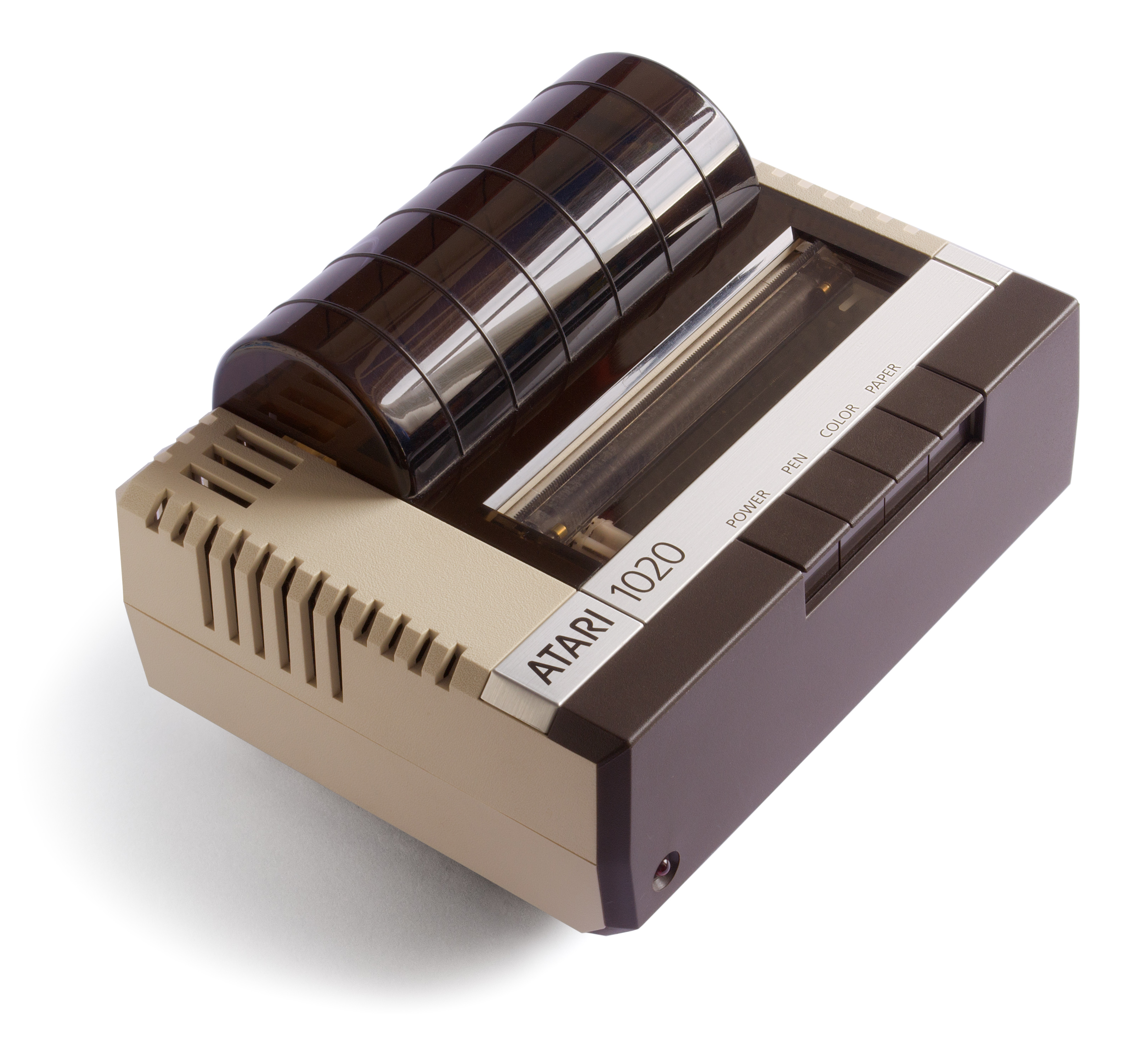
Atari 1020

Zur schriftlichen Fixierung von Text und Grafik dienen verschiedene Drucker, sowohl von Atari als auch von Drittherstellern. Mit Erscheinen des Atari 800XL bot Atari den Vierfarbplotter Atari 1020 für 299 US-Dollar, den nadelbasierten Drucker Atari 1025 und das mit Kugelkopf ausgestattete Schönschreibmodell Atari 1027 an. Wollte der Benutzer dagegen einen der häufig leistungsfähigeren Drucker von Fremdherstellern anschließen, erforderte dies die Benutzung eines Zusatzgerätes, eines Printer Interfaces. Angeschlossen an Ataris SIO-Buchse stellen diese Standardschnittstellen wie RS-232 oder Centronics nebst Anschlussbuchsen bereit. Erste Geräte erschienen 1984, womit Typenraddrucker wie der Transstar 120, Tintenstrahldrucker wie der Hewlett-Packard Thinkjet und Nadeldrucker wie der Gemini 10X verwendet werden konnten. Neben den einfarbigen Druckern war ebenfalls der Einsatz von teureren farbfähigen Thermodruckern wie dem 1985 erschienenen Okimate 10 und dem nadelbasierten Farbmodell Seikosha GP-700A möglich. Zusätzlich zum Printer Interface benötigen die Drucker spezielle Programme, die Gerätetreiber.
Im September 1985 kam mit Ataris 1029 ein etwas leistungsfähigeres nadelbasiertes Modell hinzu, mit dem nun auch die Ausgabe von Grafik möglich wurde. Bereits Anfang 1986 hatten die Drucker von Fremdherstellern nach einer Umfrage der Computerzeitschrift Antic Magazine die mittlerweile in die Jahre gekommenen Modelle von Atari weitestgehend zugunsten etwa des Gemini 10X, Star SG-10 und diverser Modellen von Epson verdrängt. Die Auswahl der mit dem Atari 800XL benutzbaren Drucker hing auch in den Folgejahren in erster Linie von der Erhältlichkeit entsprechender Interfaces und zum Betrieb benötigter Gerätetreiber ab. Die Kompatibilität zu Epson-Druckern war dabei häufig Voraussetzung.

#### Sonstige
Von Fremdherstellern existieren eine Fülle von Ausgabezusätzen wie die zur Sprachausgabe gedachte The Voicebox und The Voicebox II von The Alien Group sowie der 1986 hinzugekommene Voice Master von Covox, aber beispielsweise auch eine selbstzubauende 3-D-Brille zum Betrachten von stereografischen Inhalten am Fernseher und ein programmierbarer Robotergreifarm.

### Eingabegeräte

#### Tastatur, Maus, Trackball und Joysticks
Die Schreibmaschinentastatur des Atari 800XL enthält insgesamt 56 Einzeltasten, eine Leer- und vier Funktionstasten. Die Bedienung des Computers kann alternativ über eine Maus erfolgen, wobei entsprechend darauf abgestimmte Programme wie beispielsweise Desktop-Publishing- oder Malprogramme Voraussetzung sind. Darüber hinaus stehen Trackbälle, Paddle-Controller und Joysticks verschiedener Hersteller zur Verfügung, wobei Joysticks hauptsächlich zum Steuern von Spielen eingesetzt wurden.

#### Grafiktablets
Zur komfortableren Bedienung speziell von Malprogrammen etablierten sich rasch Grafiktabletts, die mithilfe einer berührungsempfindlichen Oberfläche die Position eines mitgelieferten Malstiftes (Stylus) bestimmen und durch entsprechende Software die gewünschten Aktionen am Bildschirm erzeugen. Im Gegensatz zu Zeichenprogrammen, die auf Joystickeingaben basieren, erlauben Grafiktabletts ein schnelleres und damit auch effizienteres Arbeiten insbesondere bei der Erstellung von Bildern. Zu den für die Atari-XL-Computer Ende 1984 erhältlichen zählten das Touch Tablet von Atari für etwa 90 US-Dollar, das Koala Touch Tablet von Koala Technologies für etwa 125 US-Dollar und das Power-Pad von Chalk Board. Die Benutzung von Grafiktabletts setzt dafür geeignete Grafikprogramme wie beispielsweise den Micro Illustrator voraus. Nachdem der Verkauf von Touch Tablet und Koala Touch Tablet eingestellt worden war, bot das Unternehmen Suncom mit der Animation Station ab 1987 eine Alternative zum Preis von rund 90 US-Dollar an.

#### Lichtstifte
Eine Alternative zur Eingabe von Grafikdaten per Joystick oder Grafiktablett stellt die Benutzung eines Lichtstiftes dar. Mithilfe dieses Geräts kann direkt auf dem Bildschirm gezeichnet beziehungsweise ein Programm bedient werden. Die Funktionsweise der Lichtstifte basiert auf der Positionsbestimmung des Elektronenstrahls eines Bildausgabegerätes und ist somit auf kathodenröhrenbasierte Geräte beschränkt. Ab Herbst 1984 waren Lichtstifte von vier verschiedenen Herstellern erhältlich: der Light Pen von Atari für knapp 100 US-Dollar, der Edumate Light Pen von Futurehouse für etwa 35 US-Dollar, der Tech Scetch Light Pen in verschiedenen Versionen ab 40 US-Dollar und der Mc Pen von Madison Computer für 49 US-Dollar. Im Lieferumfang enthalten war jeweils Software, wobei das von Atari auf Steckmodul gelieferte Malprogramm Atari Graphics als das leistungsfähigste eingestuft wurde.

### Datenfernübertragung (DFÜ)
Neben wechselbaren Speichermedien wie Kassetten und Disketten existieren verschiedene weitere Möglichkeiten zum Datenaustausch zwischen Computern, auch verschiedener Bautypen. Dabei wird zwischen kabelgebundener und kabelloser Übertragung der Daten unterschieden. Entfällt aufgrund großer räumlicher Entfernung der Geräte eine direkte Verbindung via durchgehendem Kabel (z. B. die populäre Lösung SIO-2-PC), kann die Übertragung auch durch ein Telefon- oder Funknetz erfolgen. Allerdings eignete sich deren technischer Aufbau in den 1980er nicht zur direkten Versendung digitaler Daten, vielmehr mussten diese zuvor in übertragbare analoge Signale umkodiert und bei Empfang in digitale Daten rückkodiert werden. Diese Aufgaben des Modulierens und Demodulierens war speziellen Geräten, den Modems, vorbehalten. Hinzu kommt bei vielen Modems, insbesondere bei denen von Drittherstellern, zum Betrieb eine zusätzliche Schnittstelleneinheit, häufig Modem-Interface genannt.
Bei der Auswahl eines Modems spielten insbesondere in Westdeutschland rechtliche Gesichtspunkte wie die Zulassung durch die Deutsche Bundespost eine große Rolle. So war beispielsweise der Betrieb der in Nordamerika erschienenen Modems Atari 830, Atari 835 und Atari 1030 wegen der fehlenden Postzulassung untersagt.

#### Akustikkoppler
Zu den günstigsten und auch mit öffentlichen Fernsprechern betreibbaren Modems zählten bis Mitte der 1980er Jahre die Akustikkoppler. Sie waren jedoch langsam und wenig zuverlässig in der Datenübertragung, da die ausschließlich akustisch erfolgende Signalübertragung über den Telefonhörer durch Fremdgeräusche leicht gestört werden konnte. Für die nordamerikanischen Benutzer des Atari 800XL stand mit den Modem Atari 830 ein solches Gerät mit einer Transferrate von 300 Baud zur Verfügung. Daneben boten eine große Anzahl von Drittherstellern ähnliche Geräte an. In Westdeutschland war Mitte 1985 beispielsweise das von Dynamics Marketing GmbH vertriebene und postzugelassene Ascom-Modem erhältlich.

#### Direktmodems
Bei diesem Typ von Modem erfolgt das Einkoppeln der Daten auf elektrischem Wege direkt in die Telefonleitung, ohne den fehlerträchtigen Umweg über den Telefonhörer.
Das von Atari für die XL-Serie bereitgestellte Modem Atari 1030 überträgt Daten mit einer Rate von 300 Bit/s. Gegenüber den Modellen von Drittherstellern sind die Speicheranforderungen an den Computer gering, so dass es auch mit einem Atari 600XL mit nur 16 KB Arbeitsspeicher und ohne Diskettenlaufwerk eingesetzt werden konnte. Mit Anschaffungskosten von knapp 60 US-Dollar gehörte das Modem Atari 1030 Ende 1985 zu den günstigsten für die Atari-Computer erhältlichen. Hayes Smartmodem, Signalman Express und Ataris SX-212 waren ebenfalls leistungsfähige, aber auch teurere Geräte, die Transferraten von bis zu 2400 Bit/s zuließen. Sinnvoll einsetzbar waren diese beispielsweise in Westdeutschland jedoch erst gegen Ende der 1980er Jahre, da Anfang 1986 kaum Mailboxen für auch nur 1200 Bit/s existierten.

#### Funkmodems
Diese im Amateurfunkbereich sehr beliebten Geräte stellen keine Verbindung mit einem konkreten Zielpunkt her: Vielmehr werden die Daten in ein Funkgerät eingespeist und anschließend als Radiowellen abgestrahlt, die jeder mit entsprechender Technik empfangen und verwerten kann. Sie eignen sich also insbesondere zum gleichzeitigen Verteilen von Daten an viele Empfänger. Die eingeschränkte Reichweite konnte durch technische Maßnahmen in vielen Fällen erheblich gesteigert und so regelrechte Netzwerke installiert werden. Die Übertragungsgeschwindigkeit war mit 300 Baud vergleichsweise gering, sie wurde jedoch vielfach durch die geringen Betriebskosten mehr als aufgewogen. Im Gegensatz zu telefonbasierten Übertragungsmethoden fielen nämlich kaum Gebühren an, die Mitte der 1980er Jahre insbesondere bei Ferngesprächen beträchtlich sein konnten. Zu den Ende 1985 für den Atari 800XL erhältlichen kommerziellen Geräten zählen Modems des US-amerikanischen Herstellers Kantronics wie Kantronics Interface II und Produkte von Macrotronics wie etwa RM 1000.

## Erweiterungen
Zur Steigerung der Leistungsfähigkeit standen dem Atari 800XL vielfältige Erweiterungen zur Verfügung, die im Wesentlichen in zwei Gruppen unterteilt werden können: Einbaulösungen – häufig verbunden mit Lötarbeiten an der Platine – und solche, deren Betrieb ausschließlich über die vom Computer bereitgestellten Schnittstellenbuchsen (Erweiterungs- und Modulschacht, Joystickanschlüsse, SIO) erfolgt. Der Vorteil der zweiten Gruppe bestand darin, dass der Computer nicht geöffnet werden musste und daher Garantieansprüche nicht erloschen. Im Folgenden werden ausschließlich kommerzielle Lösungen vorgestellt, die zudem Gegenstand der Begutachtung durch die zeitgenössischen Fachpresse waren, d. h. auch von der breiten Benutzerschaft wahrgenommen wurden.

### Arbeitsspeicher
Einige für den Atari 800XL erhältlichen Speichererweiterungen erfordern zu ihrer Installation das Öffnen des Computergehäuses, andere wiederum werden über die Erweiterungsschnittstelle betrieben. Mit dem derart nachgerüsteten Zusatzspeicher und entsprechender Software wurden häufig virtuelle Diskettenlaufwerke (RAM-Disks) oder Datenpuffer für Drucker (englisch printer spooler) realisiert. Damit die in einer RAM-Disk hinterlegten Daten beim Ausschalten des Computers nicht verlorengehen, verfügen einige der Erweiterungen über eine Batteriepufferung oder eine eigene Stromversorgung. Der an den Erweiterungsschacht des Atari 600XL anzuschließende Speicherzusatz Atari 1064 kann konstruktionsbedingt nicht zur Aufrüstung des Atari 800XL verwendet werden.
Zu den bekanntesten Erweiterungen zählen Rambo XL mit 256 KB Arbeitsspeicher vom US-amerikanischen Hersteller ICD, Newell 256 KB, Ramcharger von Magna Systems mit bis zu 1 MB RAM und speziell in Westdeutschland der 256-KB-Zusatz vom Compy Shop. Die ab Ende 1986 von ICD angebotene Multifunktionserweiterung ICD Multi I/O Board konnte wahlweise mit 256 KB oder 1 MB Arbeitsspeicher bestückt werden.

### Schnittstelleneinheiten
Der Datenaustausch zwischen Atari 800XL und beispielsweise dem Diskettenlaufwerk Atari 1050 erfolgt mithilfe von Transfervorschriften, die nicht mit den damals üblichen Standards wie z. B. RS-232 verträglich sind. Sollen RS-232- oder auch Centronics-kompatible Geräte angesteuert werden, muss ein entsprechender Konverter zwischengeschaltet werden. Diese Schnittstelleneinheiten (englisch Interface Boxes) bestehen häufig aus einer Kombination von Hard- und integrierter Software, in einigen Fällen sind sie mit zusätzlichem Arbeitsspeicher zum Zwischenspeichern von Druckerdaten ausgestattet.
Ende 1984 waren zum Anschluss von Centronics-Druckern bereits verschiedene Konverter erhältlich, darunter z. B. MPP-1150 Printer Interface von Microbits Peripheral Products und Ape-Face von Digital Devices Corporation für knapp 100 US-Dollar. Andere wesentlich teurere Geräte verfügten zusätzlich über bis zu 512 KB Arbeitsspeicher, um auch umfangreichere Druckdaten zwischenspeichern zu können und damit den Computer zu entlasten. In Westdeutschland war ab 1985 mit der 850XL Interface Box auch eine Variante mit zwei verschiedenen Schnittstellen, RS-232 und Centronics, erhältlich. Später kamen weitere Geräte mit verbesserten technischen Kenndaten hinzu, wozu vor allem Produkte von ICD wie das ICD Multi I/O Board und die P:R: Connection Box aber auch The Black Box! von Computer Software Services zu zählen sind.

### 80-Zeichen-Darstellung (Hardware)
Für eine übersichtlichere und weniger ermüdende Anzeige der Bildinhalte dienen die für den Atari 800XL produzierten 80-Zeichen-Erweiterungen. Aufgrund der hohen horizontalen Auflösung von 560 Bildpunkten sind diese nicht zum Betrieb mit einem Fernseher geeignet, sondern erfordern entsprechende Computermonitore. Zu den bekannten Lösungen zählen ACE80XL von TNT-Computing und das von ICD entwickelte Multi I/O Board mit nachgerüsteter 80-Zeichen-Karte.

### Systemmodifikationen
Einige Erweiterungen zielen direkt auf einen Eingriff in die Systemarchitektur und dabei speziell auf die Funktion des Hauptprozessors. Entweder manipulieren sie diesen oder ersetzen ihn durch einen anderen Mikroprozessor. Zu den Geräten der ersten Gruppe sind die sogenannten Freezer zu zählen. Im laufenden Betrieb durch den Benutzer aktiviert, wird durch einen Freezer der weitere Programmablauf durch Anhalten des Hauptprozessors gestoppt und die Steuerung sämtlicher Systemfunktionen vom Freezer übernommen. Freezer sind dabei derart konstruiert, dass nach dem „Einfrieren“ Manipulationen am Systemzustand durch den Benutzer möglich sind. Dies reicht vom Ändern bestimmter Speicherbereiche bis hin zum Sichern des gesamten Systemzustands auf Diskette oder dessen Einladen von Diskette. Diese Funktionalitäten sind beispielsweise sinnvoll für die Fehleranalyse von Programmen, das Aushebeln von Kopierschutzmechanismen oder das Abspeichern eines anderweitig nicht sicherbaren Spielstandes. Die zweite Gruppe von Systemerweiterungen betrifft den Austausch des Hauptprozessors durch eine leistungsfähigere Variante oder einen anderen Prozessortypen, um beispielsweise auch Software von Fremdsystemen benutzen zu können.
Der einzige als Hardwarelösung realisierte und kommerziell vertriebene Freezer für den Atari 800XL ist der Turbo Freezer XL von Bernhard Engl. Er war ab 1987 für rund 150 DM ausschließlich in Westdeutschland erhältlich. Der Anschluss erfolgt am herausgeführten Systembus, der Erweiterungsbuchse des Computers. Mit der ebenfalls am Erweiterungsport anzuschließenden Schnittstelleneinheit ATR-8000 von SWP Microcomputer Products ist es möglich, mithilfe der darin verbauten Mikroprozessoren eine Vielzahl von Programmen für CP/M-Systeme und solche für IBM-kompatible Computer mit dem Atari 800XL als Terminal auszuführen. Das ab Ende 1988 beworbene Turbo-816 enthält neben passender Ansteuerungselektronik den zum MOS 6502 abwärtskompatiblen 16-Bit-Mikroprozessor 65816 und ein daran angepasstes Betriebssystem. Um die Vorteile des alternativen Prozessors wie den größeren direkt benutzbaren Arbeitsspeicher voll ausschöpfen zu können, müssen jedoch vorhandene Programme modifiziert werden.

### EPROM-Programmiergeräte
Sollen nach dem Einschalten Programme wie etwa die Systemsoftware unmittelbar zur Verfügung stehen, müssen sie in Festwertspeicher untergebracht sein. Dieser umfasste in den 1980er Jahren sowohl unveränderbare ROM-Bausteine als auch modifizierbare Varianten wie etwa EPROMs. Im Gegensatz zu den ROM-Bausteinen im Inneren des Atari 800XL oder in Steckmodulen können Inhalte von EPROMs jederzeit wieder geändert werden. Neben einer Ultraviolett-Lampe zum Löschen des gesamten Inhalts bedarf es dazu eines sogenannten EPROM-Brenners nebst Software, eines speziellen externen Geräts häufig mit Nullkraftsockel und Elektronik zum Beschreiben („Brennen“) eines oder mehrerer EPROMs.
Der via Steckmodulschacht zu betreibende ProBurner von Thompson Electronic galt Dezember 1985 als einer des besten für Ataris Heimcomputer und erlaubt die Benutzung vieler EPROM-Typen mit Speicherkapazitäten von 2 bis 16 KB. Speziell in Westdeutschland erhältlich war ab 1986 der modernere BiboBurner von Compy Shop, der EPROMs mit Speicherkapazitäten von bis zu 32 KB beschreiben kann. Ab 1990 kamen mit The Super E-Burner und dem noch später erschienenen The Gang Super E-Burner leistungsfähigere Varianten von Computer Software Services hinzu.

### Digitalisierer für Grafik und Musik, Midi
Zum Übertragen gedruckter oder als Videoaufnahme vorliegender Bilder in den Computer sind spezielle Konverter vonnöten, die Digitalisierer (englisch Digitizer) und Scanner. Zum Einlesen von Videokamerabildern – was auch abgefilmte gedruckte Dokumente einschließt – diente der ab 1985 angebotene und 130 US-Dollar teure Computer Eyes Digitizer von Digital Vision. Zu dessen Lieferumfang zählte neben der Elektronik auch entsprechende Software. In Westdeutschland bot der Irata-Verlag mit seinem Digitizer ein ähnliches Gerät an. Zum direkten Einscannen von Papierdokumenten diente Easy Scan von Innovative Concepts. Das Gerät setzte zu seinem Betrieb jedoch einen Drucker voraus, auf dessen Druckkopf zuvor die Abtastoptik des Konverters vom Benutzer zu montieren war.
Zum Übertragen von analogen Tönen oder Sprache in eine computerverarbeitbare Form dient eine zweite Gruppe von Digitalisierern, die sogenannten Sound-Sampler und Midi-Interfaces. Hierbei konnte der Atari-Benutzer auf verschiedene Geräte und Software zurückgreifen, die bekanntesten stammen von 2-Bit-Systems, Alpha Systems, Hybrid Arts und Wizztronics. In Westdeutschland war ab 1987 mit dem Sound ’n’ Sampler von Ralf David ebenfalls ein entsprechendes Gerät nebst Software erhältlich.

## Software
Die Programmpalette für den Atari-800XL-Computer umfasste neben der von Atari und Atari Program Exchange (APX) vertriebenen Auswahl kommerzieller Programme auch von Drittherstellern entwickelte und in Zeitschriften und Büchern publizierte Software (Listings) zum Abtippen.
Wie bei anderen Heimcomputern der 1980er Jahre auch erfolgte der Vertrieb kommerzieller Software auf verschiedenen Datenträgern. Die insbesondere bei Spieleherstellern beliebten preiswerten Kompaktkassetten waren durch die starke mechanische Beanspruchung des Magnetbandes allerdings sehr anfällig für Fehler und ihr Einsatz war oft mit langen Ladezeiten verbunden. Zudem sind mit Datasetten bestimmte Betriebsarten wie die beispielsweise zum Betrieb von Datenbanken vorteilhafte relative Adressierung nicht möglich. Bei den in der Herstellung vielfach teureren Steckmodulen dagegen standen die darin enthaltenen Programme sofort nach dem Einschalten des Computers zur Verfügung, was insbesondere bei Systemsoftware und oft genutzten Anwendungen von großem Vorteil war. Den besten Kompromiss zwischen Ladezeit, möglichen Betriebsarten, Verlässlichkeit und Speicherkapazität erzielten die Disketten. Deren Verwendung wurde bei Veröffentlichung des Atari 800XL durch die Diskettenlaufwerke von Atari und die von anderen Herstellern unterstützt. Durch die 1983 und 1984 noch sehr teuren Diskettenlaufwerke waren für die Atari-Computer Steckmodule und Kompaktkassetten bis dahin die am häufigsten verwendeten Datenträger. Diese Situation änderte sich erst, als Atari ab 1985 die Preise für das Diskettenlaufwerk 1050 merklich senkte.
Von der in Umlauf befindlichen Software machten illegale Kopien („Raubkopien“) stets einen großen Teil aus – in den Ländern des Ostblocks war originale Software aus dem Westen bis zur Wende faktisch nie im Umlauf – und stellten damit kleinere Softwareunternehmen häufig vor existentielle wirtschaftliche Schwierigkeiten. Daraufhin wurden zunehmend Kopierschutzsysteme insbesondere bei Spielen als der meistverkauften Software eingesetzt.

### Betriebssystem
Die Konfiguration und Initialisierung des Computers nach dem Einschalten beziehungsweise nach einem Reset fällt in den Aufgabenbereich des im Festwertspeicher untergebrachten Betriebssystems. Die Unterprogramme dieses 16 KB umfassenden Operating System (OS) steuern verschiedene Systemprozesse, die auch vom Benutzer angestoßen werden können. Dazu gehören die Durchführung von Ein- und Ausgabeoperationen wie etwa die Tastatur- und Joystickabfrage, Fließkommaberechnungen, die Abarbeitung von Systemprogrammen nach Unterbrechungen (Interrupts) und die Bereitstellung eines Unterprogramms zum Erzeugen verschiedener Grafikmodi. Gegenüber den Modellen Atari 400 und 800 verfügt das neue Betriebssystem über ein Diagnoseprogramm zum Selbsttest des Computers. Damit kann die Funktionsfähigkeit beispielsweise des Arbeitsspeichers oder der Tonerzeugung getestet werden. Da das auf dem Atari 1200XL basierende Betriebssystem des Atari 800XL nicht vollständig angepasst wurde, werden bei der Tastaturdiagnose Tasten angezeigt, die nur im Atari 1200XL vorhanden sind.
Die Startadressen der einzelnen Unterprogramme sind an zentraler Stelle in Form einer Sprungtabelle zusammengefasst. Diese befindet sich bei allen Atari-Computern stets im selben Speicherbereich, womit die Kompatibilität mit früheren und späteren Betriebssystem-Revisionen gewahrt werden soll. Einige Programme benutzen jedoch entweder aus Unkenntnis ihrer Programmierer oder aus Kopierschutzgründen heraus diese Tabelle nicht, sondern rufen stattdessen die betreffenden Unterroutinen des Betriebssystems direkt auf. Da viele dieser Unterprogramme im Atari 800XL nun andere Speicherbereiche als noch beim Atari 400 und 800 belegen, führt deren Aufruf an der alten aber ungültigen Speicheradresse unweigerlich zu Programmabstürzen. Aus diesem Grunde werden einige Programme von Drittanbietern nicht korrekt auf den Atari-XL-Modellen ausgeführt. Atari veröffentlichte daraufhin mit der Translator Disk ein Programm, das die Inkompatibilitätsprobleme des Computers zumindest bis zum nächsten Warmstart behebt.

#### Alternative Betriebssysteme und Ergänzungen
Bereits kurz nach Veröffentlichung der XL-Computer begannen sich alternative und erweiterte Betriebssysteme zu etablieren, häufig in Form von Zurüstplatinen. Dazu gehörte zum Beispiel Ramrod-XL mit dem auf EPROM befindlichen Omnimon XL wahlweise ergänzt um den Fastchip  und Omniview XL. Später kamen mit XOS/80 von Computer Support, Boss II von Alien Macroware, OS Controller Board Expander, 6 System Switchbox, Diamond OS und Ultra Speed Plus von Computer Software Services weitere alternative Betriebssysteme hinzu. Diese stellten dem Benutzer neben der gewünschten Kompatibilität zu den älteren Computermodellen Atari 400 und 800 auch erweiterte Funktionalitäten bereit. Dazu zählten beispielsweise optimierte Fließkomma- und Datentransferroutinen sowie leistungsfähige Werkzeuge zur Systemkontrolle und Fehlersuche. In Westdeutschland waren ab 1985 verschiedene Varianten des BiboMon auch in Verbindung mit dem Turbo-Freezer XL erhältlich.

#### Grafische Benutzeroberflächen
Diese Ergänzungen setzen auf das normale Betriebssystem in Verbindung mit dem Diskettenbetriebssystem (DOS) auf und erleichtern die Interaktion für den Benutzer. Sämtliche Aktionen, die andernfalls per Kommandozeile hätten ausgeführt werden müssen, finden nun menügesteuert in einer übersichtlichen fensterbasierten Umgebung statt. Die Bedienung der grafischen Elemente erfolgt dabei häufig über einen frei bewegbaren und meist pfeilförmigen Cursor. Zu den kommerziell erhältlichen Benutzeroberflächen zählten XL-TOS, Diamond GOS und das zum Abtippen im deutschen Atari Magazin veröffentlichte S.A.M. (Screen Aided Management).

### Programmiersprachen und Anwendungsprogramme
War die Bearbeitung einer Aufgabenstellung mit z. B. käuflich zu erwerbenden Programmen aus technischen oder wirtschaftlichen Gründen nicht möglich oder sollte beispielsweise neuartige Unterhaltungssoftware produziert werden, so musste dies mithilfe von entsprechenden Programmiersprachen in Eigenregie geschehen. Laut einer Ende 1988 von der auflagenstarken Zeitschrift Antic Magazine durchgeführten Umfrage war BASIC unter den Atari-Benutzern mit deutlichem Abstand die meistgenutzte aller Programmiersprachen.

#### Assemblersprache
Die Erstellung von schnellen Actionspielen mit vielen bewegten Objekten auf dem Bildschirm erforderte Anfang der 1980er Jahre eine optimale Nutzung der Hardware, insbesondere des Arbeitsspeichers. Im Heimcomputerbereich war dies ausschließlich durch die Verwendung von Assemblersprache mit entsprechenden Übersetzerprogrammen, den Assemblern, möglich. Die Auslieferung von Assemblern erfolgte in vielen Fällen mit einem zugehörigen Editor zur Eingabe der Programmanweisungen („Sourcecode“), häufig auch als Programmpaket mit Debugger und Disassembler zur Fehleranalyse.
Mit Einführung des Atari 800XL standen diesem ausgereifte und leistungsfähige Assembler, die zuvor für Atari 400 und 800 veröffentlicht worden waren, zur Verfügung. Einige dieser Assembler wie etwa der Synassembler von Synapse Software sind jedoch nur mit dem alten Betriebssystem oder entsprechenden Anpassungen lauffähig. Unter der Vielzahl der angebotenen Assembler galt der MAC/65 von Optimized System Software als der mit Abstand beste und benutzerfreundlichste. Ergänzt durch den Ultra Disassembler von Adventure International zur Programmanalyse blieben für den ambitionierten Programmentwickler bereits Ende 1984 kaum Wünsche offen. Zu den bekanntesten Assemblern in Westdeutschland gehörten der 1985 erschienene Atmas II von Peter Finzel und der Bibo-Assembler vom Compy Shop.
Programmiereinsteiger zogen in vielen Fällen die übersichtlichen und einfach zu bedienenden, dafür aber weniger leistungsfähigen Programmier-Hochsprachen wie BASIC vor.

#### Interpretersprachen

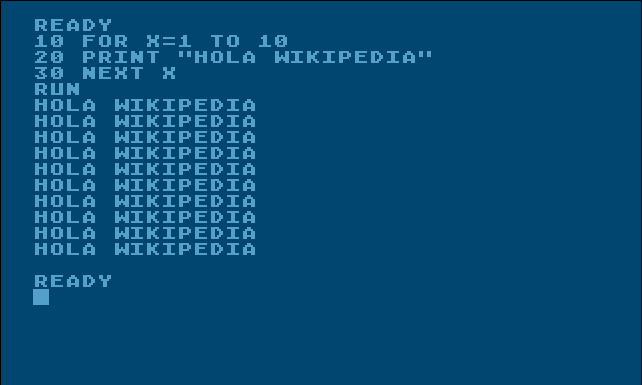
Eingabebildschirm Atari BASIC
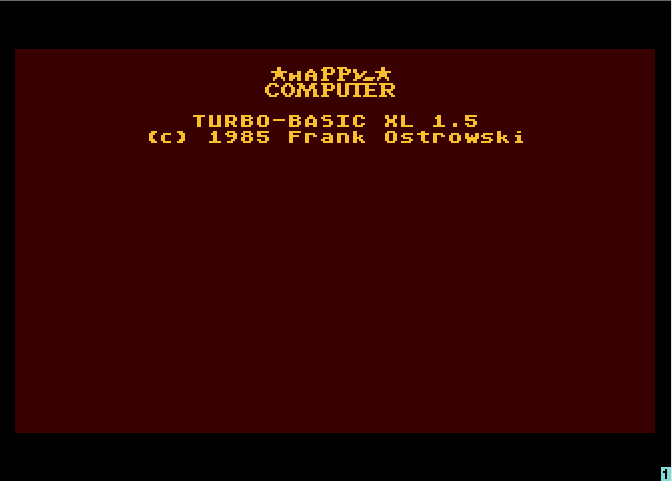
Ladebildschirm Turbo-BASIC

Dem von Atari veröffentlichten BASIC in den Revisionen B und C (ab Februar 1985) standen einige weitere zur Seite: das den damaligen Quasi-Standard bildende Microsoft BASIC und ein zum Atari-BASIC abwärtskompatibles Produkt mit dem Namen BASIC XL von Optimized System Software. Insbesondere BASIC XL enthält erweiterte Editiermöglichkeiten, Vereinfachungen in der Befehlsstruktur und es ergänzt viele im Atari- und Microsoft-BASIC nicht implementierte Leistungsmerkmale. Dazu zählt beispielsweise eine bequeme Benutzung der Sprites („Player-Missiles-Grafik“) durch eigens dafür bereitgestellte Befehlswörter. Ende 1985 erschienen mit Advan BASIC und Turbo-BASIC XL zwei weitere leistungsfähige Programmiersprachen für den Atari 800XL.
Neben der Programmiersprache BASIC in ihren verschiedenen Versionen waren mit Verkaufsstart des Atari 800XL auch für Schulungszwecke geeignete Sprachen wie Atari Logo und Atari PILOT erhältlich, die häufig in Bildungseinrichtungen eingesetzt wurden. Unterstützt durch Elemente wie die turtle graphics (Schildkrötengrafik) ist beispielsweise mit Logo eine kindgerechte und interaktive Einführung in die Grundlagen der Programmierung möglich. Mit QS-Forth von Quality Software, Extended fig-Forth von APX, English Software Forth, Elcomp Forth, Go-Forth von Red Rat Software und Inter-LISP/65 von Datasoft reihen sich weitere Interpretersprachen in die Programmpalette für den Atari 800XL ein.

#### Compiler und Compilersprachen
Nachteilig auf die Einsetzbarkeit von Interpreter-Programmen wirkten sich die in der Natur des Interpreters liegenden prinzipiellen Beschränkungen wie etwa die geringe Ausführungsgeschwindigkeit und der große Arbeitsspeicherbedarf aus. Diese Nachteile können durch spezielle Programme, die Compiler, abgemildert werden. Dabei werden ausführbare Maschinenprogramme erzeugt, die ohne Interpreter lauffähig sind und damit häufig eine schnellere Ausführung erlauben. Für das Atari BASIC stehen mit ABC BASIC Compiler von Monarch Systems, Datasoft BASIC Compiler von Datasoft und BASM von Computer Alliance verschiedene Compiler zur Verfügung. Ende 1984 erschien mit dem BASIC-Compiler von MMG der zu diesem Zeitpunkt leistungsfähigste für die XL-Computer. Ergänzt wurde die Programmpalette durch die Ende 1985 herausgebrachten Compiler für Advan BASIC und Turbo-BASIC XL.
Von den damals weitverbreiteten Compilersprachen C und Pascal existieren entsprechende Versionen auch für die XL-Computer. Dazu zählen Deep Blue C von Antic, C/65 von Optimized Systems Software, Lightspeed C von Clearstar Softechnologies und DVC/65 sowie Atari Pascal von APX, Draper Pascal in verschiedenen Versionen von Norman Draper und Kyan Pascal ebenfalls in verschiedenen Versionen von Kyan Software. Als leistungsfähigste aller Programmiersprachen galt das ausschließlich für Atari-Computer erhältliche Action! von Optimized System Software, das Elemente von C und Pascal sowie speziell auf Ataris Hardware abgestimmte Befehle in sich vereint. Eine Besonderheit unter den für die 8-Bit-Atari-Computer erhältlichen Compilersprachen ist das Anfang 1987 beim Verlag Rätz und Eberle erschienene MASIC. Es dient ausschließlich zur Erstellung von unabhängigen Musik-Unterprogrammen zur Einbindung beispielsweise in Spiele oder Demonstrationen.

#### Anwendungssoftware
Die Programmpalette für die Atari-8-Bit-Computer umfasste bis 1985 neben den Programmiersprachen zum Erstellen eigener Applikationen eine im Vergleich zum zeitgenössischen Konkurrenten Apple II lediglich kleine Auswahl an vorgefertigter kommerzieller Anwendungssoftware.
Zu den leistungsfähigsten Textverarbeitungsprogrammen bei Markteintritt des Atari 800XL zählten Atari Writer von Atari (Atari Schreiber in Westdeutschland), Bank Street Writer von Broderbund, Letter Perfect von LJK Enterprises und The Writer’s Tool von Optimized System Software. Für Kontierung und weitere betriebswirtschaftliche Aufgaben im häuslichen Bereich standen Ende 1984 VisiCalc von Visicorp, The Home Accountant von Continental Software, Data Perfect von LJK Enterprise, Synapses Programme Synfile+, Syncalc, Synstock und Syntrend sowie Complete Personal Accountant von Futurehouse zur Verfügung. Hinzu kamen zahlreiche Joystick-basierte Malprogramme wie Paint von Atari, Graphic Master und Micropainter von Datasoft, Moviemaker von Reston Software und Fun with Art von Epyx. Mit dem Sprachsyntheseprogramm S.A.M. – Software Automated Speech von Tronix und dem Advanced Musicsystem von APX waren zudem sehr gut bewertete Programme zur Steuerung der Tonausgabe erhältlich.
Im Laufe des Jahres 1985 wurde die Programmauswahl um Print Shop von Broderbund, Paperclip von Batteries Included, Atariwriter+ von Atari, Austrotext von Austro.com, Proofreader von Atari und StarTexter vom Sybex-Verlag um weitere leistungsstarke Anwendungen im Layout- und Textverarbeitungsbereich erweitert. Datenbanken und Kleinanwendungen für das Rechnungswesen standen mit Austrobase von Austro.com, Business Inventory System von CodeWriter und Silent Butler von Atari zur Verfügung.
Die Auswahl der Malprogramme bekam mit Antic’s RAMbrandt und den Micro Illustrator von Koala Technologies weitere Möglichkeiten, die der Musikprogramme mit MIDICom von Hybrid Arts, Music Studio von Activision und SoftSynth aus der deutschen Zeitschrift Happy Computer.
Das Jahr 1986 brachte dem an Textverarbeitung und Desktop Publishing interessiertem Benutzer den First Xlent Word Processor von Xlent Software und AwardWare von Hi Tech Expressions. Daneben erschienen für das Rechnungswesen B/Graph von Ariola und Back to Basics Accounting System von Peachtree Software. Vervollständigt wurden die Neuerscheinungen durch die Grafikprogramme Blazing Paddles von Baudville, Design Master von Peter Finzel Productions, Envision von Antic Software und Technicolor Dream von Red Rat Software. Hybrid Arts ergänzte sein Midi-Portfolio um MIDI Music System und Oasis. Mit Soundmachine erschien ein in Westdeutschland produziertes Musikprogramm.
Mit LuxGraph XL, MiniOffice, Newsroom von Springboard Software, Print Star vom AMC-Verlag, S.A.M. – Screen Aided Management vom Atari Magazin und SX Express! von Atari wurde die Vielfalt der Anwendungen 1987 und 1988 noch einmal erweitert.

#### Lernprogramme
Entsprechend der Ausrichtung der Vorgängermodelle Atari 400 und 800 auch als Lerncomputer existiert eine Unmenge an Programmen, die dem computergestützten Vermitteln von Lehrinhalten und seiner anschließenden interaktiven Abfrage dienen. Das zu vermittelnde Wissen wird in spielerischer Form mit ständig steigendem Schwierigkeitsgrad präsentiert, um den Lernenden anhaltend zu motivieren. Dabei wird großer Wert auf eine altersgerechte Darbietung gelegt, die von Kleinkindern bis hin zu Studenten reicht. Bei den Jüngsten kommen häufig animierte Geschichten mit comicartigen Charakteren als begleitende Tutoren zum Einsatz, bei Jugendlichen werden abzufragende Lehrinhalte in Abenteuerspiele oder actionreiche Weltraumabenteuer gekleidet, bei den höherstufigen Lehrinhalten für Studenten und Erwachsene überwiegt hingegen meist lexikalisch präsentiertes Wissen mit anschließender Abfrage nebst Erfolgsbilanzierung. Die von den Ende 1984 mit mehr als 100 Titeln abgedeckten Lerngebiete erstrecken sich auf Lesen und Schreiben, Fremdsprachen, Mathematik, Technik, Musik, Geographie, Demografie, Tippschulen und Informatik.
Zu den bekannten Herstellern zählen American Educational Computers, Atari, APX, Carousel Software, CBS Software, Walt Disney Productions, Dorsett Educational Systems, Edupro, Electronic Arts, The Learning Company, Maximus, Mindscape, PDI, Prentice Hall, Scholastic, Screenplay Computer Software, Sierra On-Line, Spinnaker Software, Sunburst Communications, Unicorn Software und Xerox-Weekly Reader.

### Spiele
Ein großer Teil der mit dem Atari 800XL verwendbaren Spiele stammt aus dem Zeitraum 1979 bis 1983 von den technisch weitgehend kompatiblen Vorgängermodellen Atari 400 und 800. Diese Versorgung mit hochwertigen Programmen ebbte mit der Übernahme Ataris durch Jack Tramiel im Juli 1984 und seinen zunächst unbekannten Zukunftsplänen merklich ab. Viele Softwareentwickler sahen sich mit wirtschaftlichen Unwägbarkeiten konfrontiert und wandten sich stattdessen vielversprechenderen Systemen wie etwa dem Commodore 64 zu. Dieser Trend setzte sich auch nach der weitestgehenden wirtschaftlichen Erholung Ataris Anfang 1985 fort, bevor ab Mitte 1985 bis 1987 wieder einige Titel – Konvertierungen zumeist – auch in den USA erschienen. Programme in nennenswerter Stückzahl kamen von Ende 1986 an lediglich in Europa auf den Markt, darunter insbesondere Spiele im Niedrigpreissegment („Low-Budget“), bevor die großflächige Softwareversorgung Ende 1989 auch dort zusammenbrach. Die Bezugsmöglichkeiten beschränkten sich fortan auf Zeitschriften und kleinere Versandhändler. Durch die umfangreichen Computerverkäufe in den Ostblock und die darauf gründende Softwarenachfrage bildete sich nach der Wende 1989 in Polen noch für einige Jahre eine eigene Herstellerlandschaft heraus: Neugründungen wie Laboratorium Komputerowe Avalon, Mirage Software und A.S.F. produzierten und vertrieben mehr als 140 Spiele, Mirage Software sogar bis ins Jahr 1995 hinein.

## Zeitschriften
In den 1980er Jahren spielten neben den Fachbüchern die Computerzeitschriften für viele Heimcomputerbesitzer eine große Rolle. Die häufig monatlich erschienenen Ausgaben enthielten Testberichte zu Neuheiten, Programmieranleitungen und Software zum Abtippen. Sie dienten weiterhin als Werbe- und Informationsplattform sowie zur Kontaktaufnahme mit Gleichgesinnten.
Speziell mit den Atari-Heimcomputern befassten sich im englischsprachigen Raum die Magazine Antic, Analog Computing, Atari Connection, Atari Age, Atari User, Current Notes und Page 6; gelegentliche Berichte und Programme für die Atari-Rechner veröffentlichten unter anderem auch die auflagenstarken Byte Magazine, Compute! und Creative Computing. Im deutschsprachigen Raum erschienen regelmäßig Berichte in Aktueller Software Markt, Chip, Computer Kontakt, Happy Computer, Homecomputer und P.M. Computerheft; ausschließlich mit Atari-Themen befassten sich Atari Magazin und Zong. Die Benutzer in Frankreich wurden von L’Atarien, Pokey und Tilt mit Informationen und Programmlistings versorgt. In Polen enthielten Bajtek und Komputer häufig Beiträge zum Thema Atari.

## Emulation
Nach dem Ende der Heimcomputerära Anfang der 1990er Jahre und mit dem Aufkommen leistungsfähiger und erschwinglicher Rechentechnik Ende der 1990er Jahre wurden von engagierten Enthusiasten verstärkt Programme zum Emulieren von Heimcomputern und deren Peripheriegeräten entwickelt. Zum Spielen alter Klassiker verschiedener Heimcomputersysteme reichte mithilfe der Emulatoren ein einzelnes modernes System mit Datenabbildern („Images“) der entsprechenden Heimcomputerprogramme. Das Aufkommen der Emulatoren setzte damit u. a. ein verstärktes Transferieren von sonst möglicherweise verloren gegangener Software auf moderne Speichermedien in Gang, womit ein wichtiger Beitrag zur Bewahrung digitaler Kultur geleistet wird.
Als leistungsfähigste Emulatoren für Windows und Linux-Systeme gelten Atari++, Atari800Win Plus, Mess32 und Altirra.

## Rezeption

### Zeitgenössisch
Die Fachpresse bescheinigte dem Atari 800XL kurz nach Erscheinen einstimmig eine gute Verarbeitung, wobei die Meinungen einzig bei der Qualität der Tastatur und der Güte des externen Netzteils auseinandergingen. Zu gefallen wusste zudem die große Auswahl an Programmen, insbesondere der Spiele, und die große Menge an Peripherie. Einigen Rezensenten entging jedoch nicht, dass das eigentlich fehlerbereinigt hätte sein sollende BASIC Revision B stattdessen mit neuen, wenn auch weniger gravierenden Fehlern aufwartete. Weiterhin bemängelt wurde vor allem die nicht vollständige Abwärtskompatibilität zu den Modellen Atari 400 und 800, wobei man die von Atari wenig später bereitgestellte Lösung in Form der Translator Disk einhellig begrüßte. Auf Unverständnis stieß dagegen die fehlende Anschlussmöglichkeit für handelsübliche Kassettenrekorder, womit man Ataris eigene Geräte zu kaufen gezwungen war. Vor allem in Großbritannien wurden Stimmen laut, die die vergleichsweise hohen Preise für die Software kritisierten. In Westdeutschland bemängelte man zusätzlich das Fehlen einer deutschen Tastatur und das im internationalen Zeichensatz nicht enthaltene ‚ß‘. Insgesamt konnten die Leistungsdaten jedoch überzeugen, obgleich man die grundlegende Systemarchitektur als bereits in die Jahre gekommen ansah. Sie zähle aber dennoch zum Besten im Heimcomputerbereich:

“Let’s face it, these new XL machines are nothing more than repackaged 800s. That does not change the fact that Atari home computers are still the most versatile graphics machines you can buy for less than five thousand dollars.”

„Seien wir ehrlich, die neuen XL-Rechner sind nichts weiter als die alten 800er in neuem Gewand. Das ändert jedoch nichts daran, dass die Atari-Computer nach wie vor die vielseitigsten Grafikmöglichkeiten für Rechner unter fünftausend US-Dollar bieten.“

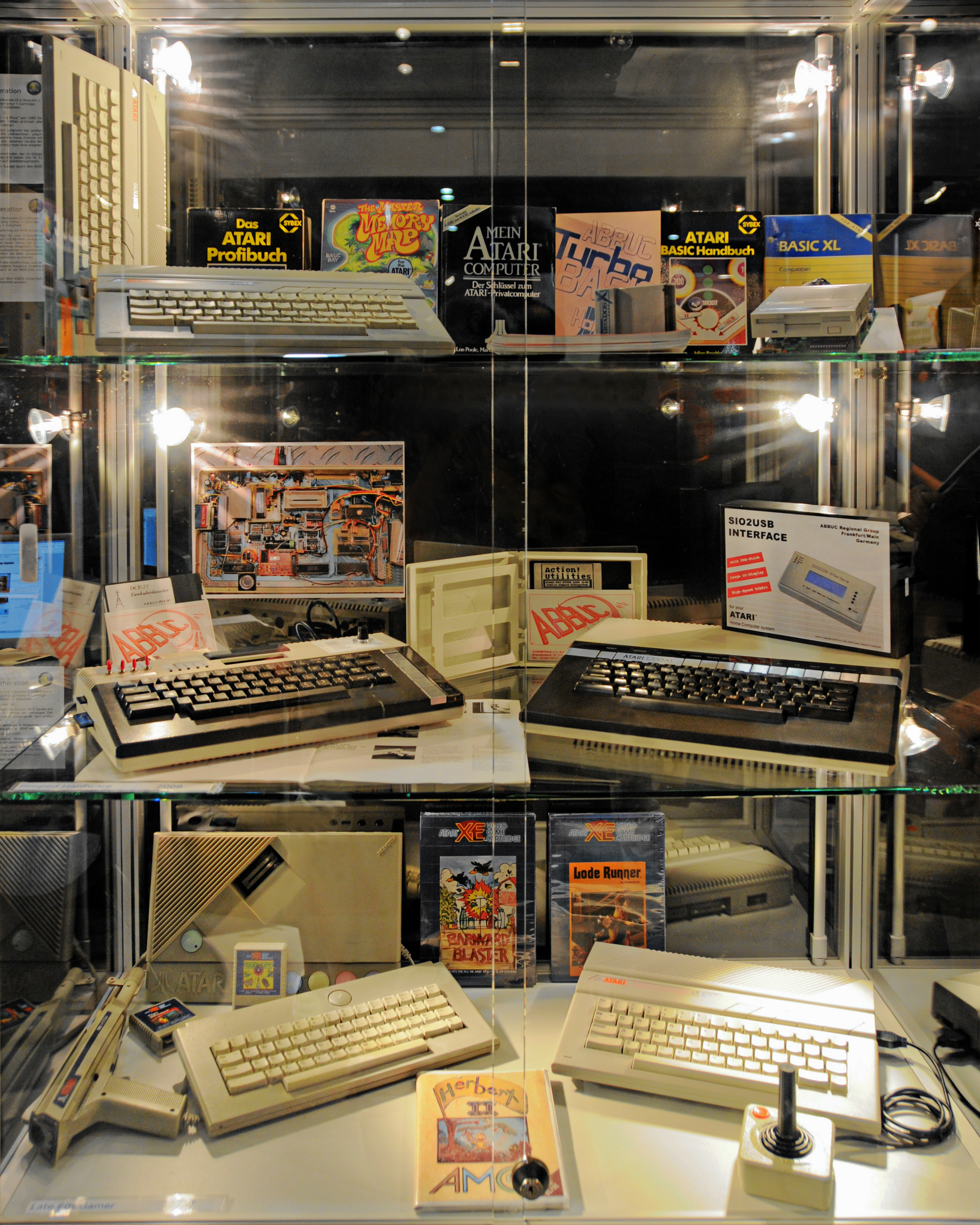
Ausstellungsvitrine des Atari Bit Byter User Club (A.B.B.U.C.) mit verschiedenen Heimcomputern von Atari auf der Games Convention (2008)

Nach der Übernahme Ataris durch Jack Tramiel und den damit verbundenen starken Preissenkungen gegen Ende 1984 rückte der Atari 800XL erneut in den Fokus vieler Rezensenten. Das auflagenstärkste aller Computermagazine Byte beispielsweise folgte dabei im Wesentlichen den bereits zuvor veröffentlichten Rezensionen, verwies jedoch zusätzlich auf die mittlerweile gut organisierte Nutzerschaft und hob insbesondere das vorteilhafte Preis-Leistungs-Verhältnis hervor, das den Atari 800XL zu einem Schnäppchen mache. Die mit den Preissenkungen verbundene überaus positive Wahrnehmung des Atari 800XL kulminierte Mitte 1985 schließlich in der Auszeichnung Home Microcomputer Award 1985:

“We feel the 800XL is a good computer, with a decent amount of memory, very good graphics and a good range of software that is no longer so expensive.”

„Unserer Meinung nach ist der 800XL ein guter Computer mit ausreichend Arbeitsspeicher, sehr guter Grafik und einem breiten Softwaresortiment, das auch nicht mehr so teuer ist.“

### Retrospektiv
Die Systemarchitektur der Atari-Computer wurde rückblickend einstimmig als bahnbrechend und als Wegbereiter vieler späterer Systeme gesehen. Der Einschätzung mehrerer Autoren nach haben „Probleme in der Produktion“ und damit verbundene vorweihnachtliche Lieferschwierigkeiten des Jahres 1983, hervorgerufen durch „interne Veränderungen bei Atari“, die potentiell erreichbare Marktmacht des Atari 800XL nachhaltig geschmälert. Verpasste Marktanteile seien so hauptsächlich dem sich bereits etablierenden Commodore 64 zugefallen, wovon sich der zunächst auch relativ teure Atari 800XL nie habe erholen können. Hinzu kämen noch technische Vorteile des Commodore wie seine farbigen Sprites, die Voraussetzung für viele Spieleinnovationen gewesen seien und daher dem diesbezüglich unterlegenen Atari 800XL ab 1985 ein „Schattendasein“ zugewiesen hätten. Dennoch „verkaufte sich die 8-Bit-Reihe von Atari auf beiden Seiten des Atlantiks ganz ordentlich“, „aber nicht so gut, wie sie es verdient gehabt hätte.“
Der Atari 800XL ist ständiges Ausstellungsstück unter anderem im Computermuseum Oldenburg.